# Personaggi di Fairy Tail

I protagonisti della serie

In questa voce è presente la lista dei personaggi rilevanti della serie manga e anime Fairy Tail di Hiro Mashima e dei relativi spin-off.
La serie è ambientata principalmente nel Regno di Fiore, una nazione situata nel mondo immaginario di Earthland, dove molti dei suoi abitanti sono in grado di padroneggiare la magia in vari modi. Alcuni di questi hanno sviluppato capacità magiche tali da consentire loro di lavorare tramite i propri poteri, questi individui sono noti come maghi e appartengono a organizzazioni dette gilde, dove ricevono informazioni e ricompense riguardo agli incarichi svolti.  L'operato delle gilde è controllato e regolato da un organo supremo che decide anche se una gilda sia conforme alla legge oppure no. Le gilde che non rispettano le leggi sono chiamate gilde illegali e i loro membri portano a termine missioni illecite, che vanno dai furti agli omicidi su commissione. La serie segue in particolare le vicende di un gruppo di maghi appartenenti alla gilda che dà il titolo all'opera. 
I protagonisti sono Natsu Dragonil, un mago capace di usare l'antica magia dei dragon slayer e in cerca del proprio padre drago adottivo Igneel, e Lucy Heartphilia, una maga degli spiriti stellari che si unisce alla gilda Fairy Tail all'inizio della storia. Nella prima parte della serie, i due formeranno una squadra insieme al gatto volante e migliore amico di Natsu, Happy, al mago del ghiaccio Gray Fullbuster, alla maga esperta nell'equipaggiamento di varie e speciali armature Elsa Scarlett e alla maga dragon slayer del cielo Wendy Marvel. Con lo svilupparsi della storia, Lucy e Natsu interagiscono con numerosi maghi, amici e rivali, di altre gilde presenti a Fiore, ma si scontrano anche con altrettanti nemici, provenienti dalle malvagie gilde "oscure", e con Zeref, un antico mago che si rivela essere il principale antagonista della serie.

## Fairy Tail
Fairy Tail (フェアリーテイル?, Fearī Teiru) è una gilda situata nel Regno di Fiore, che vanta tra le sue file maghi molto forti. Guidata da uno dei maghi del sacro ordine dei dieci, Makarov Dreyar, questa organizzazione è spesso al centro dell'attenzione pubblica e osteggiata dal Concilio della magia per i numerosi danni che i suoi membri causano accidentalmente durante lo svolgimento dei propri incarichi. Fairy Tail deve il proprio nome alla sua fondatrice Mavis Vermillion, la quale ha scelto tale nome in quanto l'esistenza della coda delle fate ("Fairy Tail") è un mistero capace di rappresentare al meglio lo spirito dell'avventura. Le vicende del manga ruotano intorno proprio alle avventure e alle missioni svolte da un gruppo di maghi appartenente a questa organizzazione e composto da:
- Natsu Dragonil: è un mago capace di utilizzare la magia del dragon slayer di fuoco in cerca del proprio padre adottivo Igneel, un drago di fuoco che gli ha insegnato ad usare i propri poteri. È doppiato in giapponese da Tetsuya Kakihara[1] e in italiano da Manuel Meli[2].
- Lucy Heartphilia: è una maga degli spiriti stellari di diciassette anni, fuggita di casa per poter viaggiare alla scoperta del mondo ed entrare a far parte della famosa gilda Fairy Tail. È doppiata in giapponese da Aya Hirano[1] e in italiano da Chiara Oliviero[2].
- Happy: è un Exceed dal pelo azzurro, che aiuta il suo migliore amico Natsu in tutte le sue missioni. È doppiato in giapponese da Rie Kugimiya[1] e in italiano da Monica Bertolotti[2].
- Gray Fullbuster: è un mago costantemente in competizione con Natsu che ha la capacità di modellare il ghiaccio a proprio piacimento. È doppiato in giapponese da Yūichi Nakamura[1] e in italiano da Daniele Raffaeli[2].
- Elsa Scarlett: è una maga capace di padroneggiare svariati tipi di magie grazie alle tante armature speciali da lei indossate. È considerata la maga più forte della propria gilda ed è molta temuta sia dai suoi compagni che dai nemici per la propria forza. È doppiata in giapponese da Sayaka Ōhara[1] e in italiano da Eleonora Reti[2].
- Wendy Marvel: è una maga che fa uso della magia del dragon slayer celeste, grazie alla quale è anche in grado di eseguire incantesimi curativi sugli altri. È doppiata in giapponese da Satomi Satō[3] e in italiano da Joy Saltarelli e Emma Grasso (ep. 227+)[4].
- Charle: è una Exceed dal pelo bianco sempre in compagnia di Wendy e utilizzante la chiaroveggenza. È doppiata in giapponese da Yui Horie[3] e in italiano da Maura Cenciarelli[4].

## Antagonisti
I protagonisti nel corso della storia affrontano numerosi nemici. Alcuni di questi erano membri di altre gilde riconosciute dal concilio, ma che avevano delle rimostranze nei confronti di Fairy Tail. Tutti gli altri erano invece membri delle gilde "oscure" (闇のギルド?, yami girudo), associazioni clandestine che operano nell'ombra e contro le quali il Concilio ha intrapreso una politica di intolleranza e messa al bando. Esse si occupano di incarichi loschi o vietati dalla legge, comportandosi come vere e proprie organizzazioni malavitose, composte non soltanto da maghi, ma anche da mercenari e assassini. Tra esse esistono anche gilde di maghi votate all'oscurità, con ideologie malvagie che fondano la propria condotta non tanto sul guadagno puro e semplice, ma piuttosto sulla ricerca del potere e di utopiche maligne visioni del futuro. Per molte gilde oscure il proprio punto di riferimento è il grande stregone nero Zeref, temuto mago del passato godente di una pessima e oscura fama di uomo malvagio e crudele.
All'interno dello schieramento malvagio esiste inoltre l'alleanza Balam (バラム同盟?, Baramu dōmei). Si tratta di una lega attiva nel mondo delle gilde oscure, composta dalle tre organizzazioni più potenti e meglio organizzate: Oracion Seis, Grimoire Heart e Tartaros. Tale alleanza, consistente in un "patto di non belligeranza", esercita pieno controllo su tutte le altre gilde oscure di minor livello, eccezione fatta per Raven Tail. Ciò conferisce ai tre gruppi leader dell'alleanza la facoltà di influenzare e controllare saldamente l'intero mondo delle tenebre. La parola "Balam" è il nome di un re degli inferi che regna su 40 legioni di demoni. In seguito alla sconfitta delle tre gilde maggiori per mano di Fairy Tail e dei suoi alleati, l'alleanza Balam viene considerata definitivamente sciolta.

### Zeref
Zeref Dragonil (ゼレフ・ドラグニル?, Zerefu Doraguniru) è l'antagonista centrale di Fairy Tail, menzionato nella prima parte della serie come il mago più malvagio della storia e anche noto con il titolo di "Mago oscuro" (黒魔導士?, Kuro madōshi). Fa la sua prima apparizione alla fine del volume 24, anche se la sua identità non viene rivelata sino al volume seguente. Successivamente, viene svelato che Zeref è il fratello maggiore di Natsu Dragonil e che è stato reso immortale da una maledizione chiamata "Magia nera di Ankhselam" (アンクセラムの黒魔術?, Ankuseramu no kuro majutsu), la quale uccide tutto ciò che lo circonda per cui lui prova affetto e/o ne ritiene preziosa la vita. Anni prima degli eventi presenti della serie, il dio Ankhselam (アンクセラム?, Ankuseramu) maledì Zeref per aver cercato di far resuscitare un Natsu ancora bambino, che fu ucciso insieme al resto della famiglia durante l'attacco di un drago. Per poter riuscire a suicidarsi, Zeref riesce alla fine a far reincarnare Natsu come demone soprannominato "Eterias Natsu Dragonil" (E.N.D.), nella speranza che un giorno sarebbe stato in grado di ucciderlo e mettere così fine alla sua maledizione. Ripone quindi Natsu sotto la tutela di Igneel e lo invia 400 anni avanti nel tempo in un'epoca ricca di magia mediante l'utilizzo del portale del tempo Eclissi, in modo da far sviluppare a dovere i suoi poteri. Nel prequel Fairy Tail Zero, stringe amicizia con Mavis Vermillion 300 anni dopo, per la quale inizia a provare affetto dopo che lei acquisisce la sua stessa maledizione, finché lui non le ruba inavvertitamente la sua vita.
Vivendo in solitudine sull'isola Tenro nel presente, Zeref rimane disilluso dalle atrocità commesse da Grimoire Heart in suo nome ritenendolo un mago capace di compiere atti crudeli, giurando a sé stesso di utilizzare i sette anni seguenti a prepararsi per portare a termine la completa estinzione dell'umanità. L'anno seguente riappare in qualità di imperatore dell'Impero Alvarez, una nazione militare che ha costruito per circa un secolo sotto le spoglie di Spriggan (スプリガン?, Supurigan) per contrastare la minaccia di Acnologia. Zeref pianifica quindi un'invasione su larga scala del continente di Ishgar con l'intento di ottenere il potere illimitato di Mavis, il Fairy Heart, con il quale può utilizzare il Neo Eclissi (ネオ・エクリプス?, Neo Ekuripusu), una magia che gli permetterebbe di rivivere la propria vita e annullare le azioni causate da sé stesso e da Acnologia, ma che per contro cancellerebbe l'esistenza di innumerevoli persone nel presente. Zeref riesce in seguito ad assorbire con successo Fairy Heart dopo che Natsu cerca invano di ucciderlo, ma il dragon slayer lo rende incapace di attaccare grazie alla propria magia del fuoco. Infine, Zeref muore dopo che Mavis riaccende il proprio amore per lui, dando così modo alla loro maledizione di ucciderli entrambi. Nell'epilogo di Fairy Tail, un giovane identico nell'aspetto a Zeref di nome Arios (アリオス?, Ariosu) fa la sua comparsa ed incontra Mio, una ragazza con le medesime sembianze di Mavis.
Mashima non diede alcun nome al personaggio finché non lo fece apparire fisicamente nella storia e considerò diverse possibilità tra cui scegliere prima di optare per Zeref; il mangaka ha affermato di aver intenzionalmente evitato di inserire indizi sull'identità del personaggio prima della sua apparizione, in maniera da suscitare una "completa sorpresa" nei lettori. Intenzionato ad evitare di ritrarre Zeref come "un tipico cattivo ragazzo", Mashima ha sviluppato e inserito numerosi elementi sul personaggio da renderlo a suo dire "davvero molto complesso". Mashima ha affermato che in molti "hanno cominciato a simpatizzare" per Zeref in seguito alla rivelazione della sua identità, tratteggiandolo inoltre come un personaggio come "un tipo tenebroso, che non va tanto per il sottile". È doppiato in giapponese da Akira Ishida e in italiano da Emanuele Ruzza (ep. 96-201) e Alessandro Valeri (ep. 241-328 e 100 Years Quest).

#### Eterias
Gli Eterias (エーテリアス?, Ēteriasu) sono una razza di demoni creati dall'utilizzo dei libri di Zeref (ゼレフ書?, Zerefu sho) attraverso la manipolazione dell'etere. Generati da Zeref, si considerano superiori agli esseri umani e sono in parte aggressivi e nutrono godimento nel provocare distruzione e sofferenza. Capaci di utilizzare le maledizioni, un potere alternativo alla magia generato dalla disperazione, sono capaci di assumere una forma alternativa più forte e mostruosa, denominata "Forma Eterias" (エーテリアスフォーム?, Ēteriasu Fōmu). Tutti i membri della gilda oscura Tartaros sono demoni Eterias.
- Lullaby (呪歌, ララバイ?, Rarabai): è il primo Eterias a fare la propria apparizione nella serie. È un demone dall'aspetto di un flauto magico malefico, in grado di trasformarsi in un essere gigantesco dotato di tre occhi e sparante raggi laser dalla bocca[27]. Sotto forma di flauto, Lullaby è stato sfruttato da diversi maghi oscuri per compiere omicidi di massa mediante l'utilizzo della sua melodia malefica, capace di assassinare chiunque l'ascolti ad eccezione del suo suonatore[28]. È doppiato da Ryōko Ono.
- Deliora (デリオラ?, Deriora): conosciuto anche come "demone della distruzione" (破壊の悪魔?, Hakai no akuma), è una creatura gigantesca immortale che ha seminato terrore e devastazione nel continente di Ishgar, attaccando anche il villaggio natale di Gray Fullbuster e uccidendone i genitori. Ur — la maestra di Gray e Leon — mediante l'utilizzo della magia Iced Shell riesce ad imprigionare il demone, trasformando il proprio corpo in una prigione di ghiaccio, in modo da poter salvaguardare i propri allievi[29]. A tentare di risvegliarlo è in seguito uno dei due giovani adepti della donna, Leon Bastia, intenzionato ad ucciderlo per dimostrare di essere più forte della maestra. Tuttavia, la magia di Ur ha consumato il demone al punto da farlo morire nel momento in cui la sua "gabbia" di ghiaccio viene sciolta.

### Eisenwald
Eisenwald (鉄の森?, Aizenvaruto) è la prima tra le gilda oscure con cui si scontrano i protagonisti. Alle dipendenze di Oracion Seis, la gilda cerca di uccidere i master di varie gilde riconosciute dal concilio in occasione di un loro raduno attraverso il flauto magico Lullaby. Tuttavia il piano viene sventato dall'intervento di Natsu e dei suoi compagni ed Eisenwald viene in seguito sciolta.

#### Eligoar
Eligoar (エリゴール?, Erigōru), noto anche come "dio della morte" (死神?, shinigami) a causa dei numerosi incarichi omicidi che ha conseguito, è il master della gilda. Nutre un odio profondo nei confronti della "fazione della luce", poiché la sua gilda è stata screditata dal consiglio per aver iniziato ad accettare missioni riguardanti assassinii. Viene sconfitto in duello da Natsu, ma riesce a sfuggire all'arresto da parte del concilio. Nella serie animata riappare sette anni dopo come membro degli Oracion Seis Rinati con il nome di "Grim Reaper" e la memoria cancellata. In questa occasione viene però sconfitto da Wendy con l'aiuto di Bixlow, la quale riesce a fargli tornare la memoria e capire di essere in realtà controllato. Eligoar utilizza la magia del vento, la quale gli permette di levitare in aria, creare degli enormi muri di vento o immensi tornado e cicloni. È doppiato in originale da Kōichi Tōchika e in italiano da Alessio Cigliano.

#### Altri membri
- Kageyama (カゲヤマ?, Kageyama): mago capace di utilizzare la magia delle ombre per trasformarsi in un'ombra e di agire senza essere notato o di utilizzare le ombre per attaccare i nemici; è colui che recupera Lullaby per conto di Eligoar. In seguito alla sconfitta del suo capo, cerca di portare avanti il piano suonando la melodia del flauto, risvegliando tuttavia il demone celato in esso. È doppiato in giapponese da Anri Katsu e in italiano da Patrizio Cigliano.
- Rayule (レイユール?, Reiyūru): mago capace di manipolare le bende e fargli assumere la forma desiderata; è doppiato in giapponese da Eiji Sekiguchi e in italiano da Stefano Billi.
- Karacka (カラッカ?, Karakka): mago utilizzante la magia della terra per attraversare muri con estrema facilità senza distruggerli; è doppiato in giapponese da Masaki Kawanabe e in italiano da Roberto Draghetti.
- Byard (ビアード?, Biādo): mago capace di utilizzare la magia della luce e la telecinesi; è doppiato in giapponese da Daisuke Endō e in italiano da Massimiliano Plinio.

### Phantom Lord
Phantom Lord (幽鬼の支配者, ファントムロード?, Fantomu Rōdo, lett. "Dominatore degli spiriti") è una gilda di maghi ufficialmente riconosciuta dal Concilio, di cui ha fatto parte il dragon slayer Gajil Redfox. Capitanata da Jose Porla, è l'organizzazione a cui si rivolge Jude Heartphilia per recuperare la figlia Lucy in seguito alla sua fuga da casa. Tuttavia, Jose è interessato ai piani di Fairy Tail per monopolizzare la fortuna della famiglia Heartphilia e pianifica di tenere Lucy come ostaggio e di rilasciarla soltanto dietro riscatto. Volendo dimostrare la supremazia di Phantom su Fairy Tail, Jose manda Gajil a distruggere la sede degli avversari e a mettere fuori combattimento il team di Levy Mac Garden, provocando una guerra tra gilde proibita dal Concilio della magia. Alla fine, Fairy Tail esce vittoriosa dalla battaglia, dopo che Makarov sconfigge Jose; Phantom viene in seguito sciolta dal Concilio e a Jose viene revocato il titolo di mago sacro.

#### Jose Porla
Jose Porla (ジョゼ・ポーラ?, Joze Pōra) è un membro del Sacro ordine dei dieci, specializzato nella creazione di spettri da utilizzare come soldati in combattimento. Jose vanta un gruppo numeroso di maghi tra le sue file, nonché grandi capacità offensiva magiche grazie alla sede della gilda meccanizzata, armata con il cannone magico distruttivo Jupiter (ジュピター?, Jupitā) e capace di trasformarsi in un mecha capace di propagare gli effetti di Abyss Break (煉獄砕波, アビスブレイク?, Abisu Bureiku, lett. "Onda dirompente del Purgatorio"), un incantesimo proibito generato dalla magia dei quattro elementi classici. È doppiato in giapponese da Takashi Matsuyama e in italiano da Pierluigi Astore. 

#### Element 4
Gli Element 4 (エレメント4?, Eremento Fō) sono un quartetto di maghi equivalenti ai maghi di classe S di Fairy Tail, ognuno dei quali è specializzato nell'utilizzo di una magia legata ad uno dei quattro elementi. Lluvia Loxar è parte del gruppo essendo una specialista nell'utilizzo della magia dell'acqua; decide di entrare a far parte di Fairy Tail in seguito allo scioglimento della propria gilda. Gli altri membri del gruppo sono:
- Aria (アリア?): capo della squadra, è un uomo grosso facente utilizzo della magia dell'aria per generare attacchi invisibili e privare i maghi della loro magia[42]. Indossa una benda per mantenere sotto controllo il suo enorme potere magico[43]; è doppiato in giapponese da Taira Katsu e in italiano da Massimo Bitossi.
- Sol (ソル?, Soru, dal francese "Soil", "terra"): è un uomo dall'accento francese che manipola la terra e può assumere uno stato malleabile[44]; è doppiato in giapponese da Eiji Sekiguchi e in italiano da Franco Mannella.
- Totomaru (兎兎丸?): è un samurai dai capelli bianchi e neri utilizzante la magia del fuoco per controllare le fiamme a proprio piacimento e produrne di differenti colori e proprietà[45]. Sette anni dopo lo scioglimento della gilda viene mostrato intento a fare l'insegnante; è doppiato da Daisuke Endō.

### Torre del Paradiso
La Torre del Paradiso (楽園の塔?, Rakuen no tō) è una torre progettata per riportare in vita un singolo individuo attraverso l'uso di una forma di magia chiamata Revive System (リバイブシステム?, Ribaibu Shisutemu) — più semplicemente conosciuta come "R-System" — che si attiva dopo aver raggiunto un quantitativo di energia magica pari all'arma definitiva a disposizione del Concilio della magia, l'Eterion. Assorbita tale quantità di energia, la torre cambia aspetto e rivela la sua vera forma da lacrima gigante di cristallo. La torre è stata realizzata sfruttando la forza lavoro di vari prigionieri, schiavi di una setta di maghi malvagi, con l'intento di far resuscitare Zeref. Tra gli schiavi forzati a costruire la torre vi sono Elsa Scarlett e Gerard Fernandez. Dopo che una loro rivolta contro la setta ha successo, a Fernandez viene fatto un lavaggio del cervello da parte di Urrutia Milkovich sotto le false sembianze di spirito di Zeref e forzato a portare avanti la costruzione della torre.
A servire Gerard come suoi tirapiedi nella torre vi sono altri quattro schiavi amici d'infanzia di Elsa e Fernandez: Shô, Shimon, Wally e Miriana, una ragazza dall'aria felina e adoratrice di gatti che utilizza una fune per bloccare la magia degli altri maghi. Gerard inganna Shô, Wally e Miriana portandoli a pensare che Elsa li abbia traditi per salvarsi dalla condizione di schiava nella torre, ma in seguito gli si rivoltano contro dopo aver appreso la verità. Shimon, innamorato di Elsa sin da piccolo, rimane fedele ai propri sentimenti e quasi sin da subito non crede alle bugie di Gerard, arrivando in seguito a sacrificare la propria vita per salvarla da un attacco di Fernandez. In seguito alla sconfitta di Gerard per mano di Natsu, gli amici rimasti di Elsa rifiutano il suo invito a diventare membri di Fairy Tail e decidono di prendere la propria strada, con Miriana che decide di entrare a far parte di Mermaid Heel per soddisfare la propria vendetta contro Gerard.

#### Amici d'infanzia di Elsa
- Shō (ショウ?): è un mago capace di utilizzare la magia delle carte per intrappolare i propri avversari in altre dimensioni parallele[49]; è doppiato in giapponese da Hiro Shimono e in italiano da Alessio Nissolino.
- Shimon Mikazuchi (シモンミカヅ?, Shimon Mikazuchi): è un grosso uomo con una mascella di metallo utilizzante la telepatia e capace di avvolgere gli avversari in aree oscure[49]. È il fratello della spadaccina Kagura delle Mermaid Heel; è doppiato in giapponese da Yasuyuki Kase e in italiano da Stefano Crescentini e Guido Di Naccio (ep. 300).
- Wally Buchanan (ウォーリー・ブキャナン?, Wōrī Bukyanan): è un pistolero con l'aria da gangster dal corpo angolare che può separare in blocchi[49]; è doppiato in giapponese da Kazuya Ichijo e in italiano da Massimo Aresu.

#### Trinity Raven
A servire Gerard nella torre vi è anche Trinity Raven (三羽鴉, トリニティレイヴン?, Toriniti Reivun, traducibile dal giapponese come i "Tre Corvi"), un trio di assassini appartenenti alla Gilda dei Teschi (髑髏会?, Dokurokai). Mashima li ha introdotti "all'ultimo momento" avendo "iniziato a sentirsi davvero dispiaciuto [per gli amici d'infanzia di Elsa]", dato che aveva inizialmente pianificato di farli scontrare con il gruppo di Elsa. Ciascun membro ha un nome riconducibile a un determinato tipo di uccello.
- Ikaruga (斑鳩? lett. "frosone giapponese"): la leader del gruppo, è una donna che parla usando frasi in stile haiku, maneggiante una katana capace di tagliare ogni tipo di materiale[57]. È doppiata in giapponese da Naomi Shindō e in italiano da Tatiana Dessi e Rachele Paolelli (ep. 300).
- Vidaldus Taka (ヴィダルダス・タカ?, Vidarudasu Taka, "Taka" in giapponese significa "falco"): è un mago con l'aria da musicista rock e possedente dei capelli capaci di assorbire i liquidi; utilizza una chitarra elettrica per manipolare i propri avversari[58]. È doppiato in giapponese da Hikaru Midorikawa e in italiano da Valerio Sacco.
- Civetta (梟?, Fukurō, lett. "Civetta"): è un uomo con una testa da civetta e un jet pack che copia la magia dei suoi avversari dopo averli ingeriti[59]; è doppiato in giapponese da Rikiya Koyama e in italiano da Gerolamo Alchieri.

### Raven Tail
Raven Tail (大鴉の尻尾, レイヴンテイル?, Reivun Teiru) è una gilda oscura che agisce in maniera indipendente dall'Alleanza Balam e divenuta legale durante i 7 anni di assenza dei membri principali di Fairy Tail bloccati sull'isola Tenro. Il capo Ewan Dreyar forma una squadra di quattro maghi e partecipa insieme a loro sotto mentite spoglie al Gran Palio della Magia, con l'intento di sabotare Fairy Tail e ottenere Lumen Histoire. I cinque usano tattiche disoneste per vincere le sfide e le battaglie del torneo, ma vengono poi sconfitti tutti insieme da Luxus e squalificati per aver violato il regolamento delle gare, nonché arrestati dal Concilio.

#### Ewan Dreyar
Ewan Dreyar (イワン・ドレアー?, Iwan Doreā, anche "Ivan" o "Iwan") è il figlio estraniato di Makarov Dreyar e padre di Luxus Dreyar, che è ossessionato dall'ottenimento del potere di Lumen Histoire, azione che gli costa l'espulsione da Fairy Tail sei anni prima dell'inizio della narrazione. Assunta la falsa identità di un mago con l'armatura chiamato Alexei (アレクセイ?, Arekusei), riunisce quattro maghi e partecipa al Gran Palio con l'intenzione di sottrarre alla gilda protagonista tale misterioso potere, salvo poi fallire e venir arrestato una volta sconfitto proprio da suo figlio Luxus. È doppiato in giapponese da Masaharu Satō e in italiano da Massimiliano Plinio. 

#### Flare Corona
Flare Corona (フレア・コロナ?, Furea Korona) è una giovane donna dai capelli cremisi che può allungare e trasformare a proprio piacimento, rendendoli anche infuocati per attaccare i propri nemici. In seguito alla fine del Palio e allo scioglimento della sua gilda, si fa perdonare da Fairy Tail per le sue azioni perpetrate contro di loro e viene aiutata dai protagonisti a salvare il Villaggio del Sole (太陽の村?, Taiyō no mura), il luogo dove è cresciuta adottata da giganti del posto. È doppiata in giapponese da Shizuka Itō e in italiano da Eva Padoan (ep. 154-196).

#### Altri
- Obra (オーブラ?, Ōbura): è un demone che manipola un pupazzo umanoide e assorbe la magia dei suoi avversari[65]; è doppiato da Yoshimitsu Shimoyama.
- Kurohebi (クロヘビ? lett. "Serpente nero"): è un serpente umanoide che copia le abilità magiche degli avversari[66]; è doppiato da Yoshimitsu Shimoyama.
- Nullpudding (ナルプディング?, Narupudingu): è un gobbo capace di far crescere delle punte sul proprio corpo[67]; è doppiato in giapponese da Eiji Miyashita e in italiano da Gianluca Machelli.

### Oracion Seis
Oracion Seis (六魔将軍, オラシオンセイス?, Orashion Seisu, dallo spagnolo, significa "Le sei preghiere") è una gilda composta da sei membri, considerati pericolosi per il loro enorme potere equivalente a quello di una singola gilda media. Ognuno dei membri è a capo di molteplici gilde oscure minori e tra essere figurano: Naked Mummy (裸の包帯男, ネイキッドマミー?, Neikiddo Mamī) capeggiata dai fratelli Zatow (ザトー?, Zatō) e Gatō (ガトー?, Gatō)), Dark Unicorn (ダークユニコーン?, Dāku Yunikōn) e Red Hood (レッドフッド?, Reddo Udu). Oracion Seis vede al comando "Brain", nome in codice di un mago estremamente intelligente e gran conoscitore del mondo magico. Gli altri cinque membri della gilda Cobra, Racer, Hoteye, Angel e Midnight sono ex schiavi che sono stati tenuti prigionieri alla Torre del Paradiso, per poi esser "adottati" e presi con sé da Brain per aiutarlo nel suo piano di distruggere il mondo usando la magia di cambio-moralità Nirvana (ニルヴァーナ?, Niruvāna). Il piano malvagio di Oracion Seis viene sventato dall'intervento dalle quattro gilde legali Fairy Tail, Blue Pegasus, Lamia Scale e Cat Shelter, i quali riescono nell'intento di sconfiggere tutti i membri e a distruggere Nirvana.

I membri di Oracion Seis nella copertina italiana del volume 17

Nella sola serie animata, sette anni dopo il loro arresto, vengono fatti evadere cinque dei sei membri della gilda, che rivive sotto il nome di "Oracion Seis Rinati" e i cui membri si pongono come obiettivo il recupero dell'Orologio infinito. In quest'occasione, si unisce a loro una nuova maga, Imitatia (イミテイシア?, Imiteishia), capace di eseguire la magia della trasformazione ed è doppiata in giapponese da Yukana Nogami e in italiano da Laura Amadei. A impedire i nuovi piani di Oracion vi sono però Fairy Tail e l'organizzazione Zentopia, che portano ad un nuovo arresto degli antagonisti. In seguito al Gran Palio della Magia, i cinque membri vengono nuovamente rilasciati di prigione, stavolta con Brain e grazie all'aiuto di Gerard, il quale li convince ad unirsi a Crime Sorcière dopo la dipartita del loro capo per mano di Cobra per poter permettere loro di espiare i misfatti perpetrati in passato.
La gilda condivide il proprio nome con un gruppo di antagonisti di Rave - The Groove Adventure; Mashima era intenzionato a mantenere tale nome solo provvisoriamente, salvo poi mantenerlo come definitivo all'avvicinarsi della scadenza di consegna del capitolo settimanale. Mashima aveva già in mente l'idea del passato da schiavi presso la Torre dei singoli membri durante il loro sviluppo, ma si è detto combattuto sul quando incorporare tale parte nella storia.

#### Brain
Brain (ブレイン?, Burein) è un mago dotato di grande intelligenza ed esperto del mondo magico, mentore di Gerard Fernandez dalla Torre del Paradiso. Usa un bastone magico senziente di nome Klodoa (クロドア?, Kurodoa) — doppiato da Yutaka Aoyama in giapponese e Alberto Bognanni in italiano — per eseguire le magie oscure. Brain possiede una seconda personalità nascosta omicida e vero capo della gilda, "Zero" (ゼロ?), la quale viene tenuta rinchiusa grazie ad una magia di blocco rappresentata da sei segni presenti sul suo corpo e ciascuno rappresentante una preghiera dei singoli membri della gilda, i quali recitano nel caso in cui vengano sconfitti dagli avversari. Sette anni dopo, dopo esser stato fatto evadere da Gerard insieme agli altri membri di Oracion, viene ucciso da Cobra per liberare lui e gli altri dal suo giogo. È doppiato in giapponese da Tetsu Inada e in italiano da Massimo Bitossi (ep. 52-67) e Achille D'Aniello (ep. 238-239).

#### Cobra
Erik (エリック?, Erikku), noto con il nome in codice "Cobra" (コブラ?, Kobura), è un dragon slayer di seconda generazione con abilità velenose e capacità uditive estremamente sensibili; comanda un serpente grande e alato di nome Cubellios (キュベリオス?, Kyuberiosu). Durante lo scontro tra Oracion e l'alleanza della luce, affronta in un duello volante il dragon slayer Natsu, venendo tuttavia sconfitto. Dopo esser stato imprigionato insieme ai propri compagni di gilda, su richiesta di Doranbalt e Gerard contribuisce alla protezione del Regno di Fiore dall'attacco dei draghi usciti dal portale Eclissi. Si unisce poi alla gilda di Gerard, Crime Sorcière, per seguire la via della redenzione e combatte poi contro Alvarez insieme alle altre gilde legali. Dopo aver ricevuto il perdono dalla regina Hisui, Erik inizia una relazione con Kinana, la quale non è altri che la vera identità del suo ex serpente Cubellios, nella quale fu trasformata quando era piccola da una strega malvagia. Mashima ha affermato che Cobra è uno dei personaggi la cui grande popolarità tra gli appassionati lo ha davvero sorpreso, al punto da dire di non riuscire minimamente a capirne la ragione. È doppiato in giapponese da Atsushi Imaruoka e in italiano da Alessandro Rigotti (ep. 51-200) e Davide Marzi (ep. 234+).

#### Angel
Sorano (ソラノ?), soprannominata in codice "Angel" (エンジェル?, Enjeru), è la sorella maggiore sadica di Yukino Aguria e una maga degli spiriti stellari che ha stretto contratto con Gemini, Scorpio e Aries; dopo che i suoi spiriti l'abbandonano per averli maltrattati, acquista l'abilità di richiamare entità angeliche. Si unisce a Crime Sorcière, la gilda di Gerard, e tenta di trovare una propria redenzione. Durante la battaglia contro Alvarez, aiuta Fairy Tail ad introdursi nell'impero nemico e in seguito combatte contro gli Spriggan insieme agli altri maghi di Ishgar. Si unisce poi a Sabertooth per stare vicino a sua sorella. È doppiata in giapponese da Fuyuka Ōura e in italiano da Lucrezia Marricchi (ep. 52-148) e Sara Giacopello (ep. 238+ e 100 Years Quest).

#### Altri
- Sawyer (ソーヤー?, Sōyā), soprannominato in codice "Racer" (レーサー?, Rēsā), è un patito della velocità capace di rallentare il tempo di ciò che lo circonda, dando l'impressione di essere estremamente veloce da non essere visibile ad occhio nudo. È doppiato in giapponese da Junji Majima e in italiano da Marco Vivio.
- Richard (リチャード?, Richādo), dal nome in codice "Hoteye" (ホットアイ?, Hottoai), è il fratello maggiore di Wally Buchanan ossessionato dal denaro che può vedere attraverso gli oggetti solidi e liquefare il terreno che lo circonda. È doppiato da Kazuya Ichijo e in italiano da Dario Oppido (ep. 52-67) e Massimo Milazzo (ep. 238+).
- Macbeth (マクベス?, Makubesu), noto con il nome in codice di "Midnight" (ミッドナイト?, Middonaito), è un mago letargico che può deflettere la magia degli altri, distorcere gli oggetti e generare illusioni. È doppiato in giapponese da Kōki Uchiyama e in italiano da Davide Albano (ep. 52-150) e Jacopo Lo Conte (ep. 238+).

### Grimoire Heart

I membri di Grimoire Heart nella copertina italiana del volume 26

Grimoire Heart (悪魔の心臓, グリモアハート?, Gurimoa Hāto) è una delle gilde dell'alleanza Balam, considerata la più potente del trio. Guidata da Hades, la gilda ritiene che Zeref sia vivo ma in uno stato "dormiente" ed è intenzionata a "risvegliarlo", credendo erroneamente che tale atto possa portare all'avvento di un mondo apocalittico dove soltanto i maghi sarebbero potuti sopravvivere e la maggioranza assoluta di persone non dotate di poteri magici, pari a circa il 90% degli abitanti di Earthland, sarebbe scomparsa. Viaggiano quindi per il mondo a bordo della loro aeronave e commettono innumerevoli atrocità per generare le "chiavi" necessarie a raggiungere il loro obiettivo, finendo per scontrarsi in battaglia con Fairy Tail non appena scoprono che Zeref è sull'isola Tenro, terra sacra per la gilda protagonista. Persa la guerra con Fairy Tail, alla fine Grimoire Heart si scioglie dopo che Zeref uccide Hades e condanna la gilda per aver scatenato la sua rabbia e richiamato Acnologia attraverso le loro azioni.

#### Blue Note Stinger
Il vice comandante della gilda è Blue Note Stinger (ブルーノート・スティンガー?, Burū Nōto Sutingā), un mago capace di generare potenti campi gravitazionali e buchi neri. Sull'isola Tenro, mentre cerca di uccidere invano Kana, viene affrontato e sconfitto da Gildarts Clive. Un anno dopo la sconfitta di Tartaros riappare in qualità di alleato di Orochi's Fin (蛇鬼の鰭, オロチノフィン?, Orochi no Fin), gilda rivale di Lamia Scale intenta a sabotare il Festival del ringraziamento da loro organizzato. È doppiato in giapponese da Shirō Saitō e in italiano da Fabrizio Pucci e Pino Ammendola (ep. 279).

#### Sette fratelli del Purgatorio
Al di sotto di Blue Note vi sono i sette fratelli del Purgatorio (煉獄の七眷属?, Rengoku no nana kenzoku), un gruppo di maghi d'élite che sono stati addestrati da Hades nell'utilizzo della Lost Magic (失われた魔法, ロストマジック?, Rosuto Majikku), un insieme di antichi incantesimi che sono noti per essere andati perduti nel corso della storia a causa del loro enorme potere e dei terribili effetti che generano. A capo del gruppo vi è Urrutia Milkovich, accompagnata dalla figliastra Meredy.
- Zancrow (ザンクロウ?, Zankurō): è uno spietato god slayer che fa utilizzo delle divine fiamme nere[79]. Intento a svelare l'origine dei nomi di vari personaggi, Mashima si è detto "sorpreso" di non riuscire proprio a ricordare come abbia scelto quello di Zancrow[80]. È doppiato in giapponese da Tetsu Shiratori e in italiano da Daniele Giuliani (ep. 101-117) e Alessandro Valeri (ep. 246+).
- Caprico (カプリコ?, Kapuriko): è una fusione dello spirito stellare Capricorn con il mago umano Zoldio (ゾルディオ?, Zorudio), che in passato è stato servitore di Layla Heartphilia e dalla quale ha ottenuto la chiave d'oro dello spirito. Comanda gli esseri umani schiavi della gilda[81]. È doppiato in giapponese da Shota Yamamoto e in italiano da Stefano Alessandroni[82].
- Rustyrose (ラスティローズ?, Rasutirōzu, o anche "Rusty Rose"): è un mago capace di materializzare tutto ciò che desidera con la propria immaginazione[83]. Il suo nome deriva da quello di un cocktail[80]; è doppiato in giapponese da Kazuma Horie e in italiano da Simone Veltroni (ep. 101-122) e Francesco Valeri (ep. 246+).
- Kain Hikaru (華院＝ヒカル?, Kain Hikaru): è un wrestler di sumo che pratica l'arte del vudù ushi no koku mairi[84]. Come autore, Mashima ha cercato di spingere per la popolarità di Kain Hikaru tra i lettori più giovani, ma è stato informato del fatto che il personaggio non stato apprezzato in quanto "sfigato"[85]. Condivide il proprio nome con il soprannome di uno degli assistenti di Mashima[80]. È doppiato in giapponese da Ryou Sugisaki e in italiano da Stefano Billi.
- Azuma (アズマ?): è uno dei membri più forti e utilizza una magia che gli consente di accumulare il potere della terra e di prendere il controllo degli alberi[86]. Il suo nome è basato quello dell'attore televisivo Azuma Mikihisa. È doppiato in giapponese da Hiroshi Shirokuma e in italiano da Davide Capone (ep. 103-115) e Achille D'Aniello (ep. 246+).

#### Altri
- Kawazu (カワズ?, Kawazu): è un gallo antropomorfico spara uova dalla sua bocca; è doppiato da Yuichi Iguchi.
- Yomazu (ヨマズ?, Yomazu): è un samurai dall'aspetto di capra umanoide che esegue una variante orientale della magia della scrittura di Levy Mac Garden con una katana[87]; è doppiato in giapponese da Daisuke Kageura e in italiano da Gaetano Lizzio.

### Tartaros
Tartaros (冥府の門, タルタロス?, Tarutarosu) è una gilda composta in gran parte da demoni Eterias evocati dai libri scritti da Zeref. E.N.D., il miglior demone creato da Zeref e alter ego di Natsu Dragonil, è falsamente considerato il presunto master della gilda; in realtà la gilda è segretamente guidata da Mard Geer Tartaros (マルド・ギール・タルタロス?, Marudo Gīru Tarutarosu), il "Re degli Inferi" (冥王?, Meiō) doppiato in giapponese da Toshiyuki Morikawa e in italiano da Massimiliano Plinio e possessore del libro di E.N.D., con il quale si possono scatenare maledizioni come la produzione di infiniti rovi spinosi e piante morenti e la trasformazione del loro quartier generale volante "Cube" (冥界島, キューブ?, Kyūbu) nel mostro Pluto Grim (冥王獣, プルトグリム?, Puruto Gurimu). L'obiettivo della gilda è quello di risvegliare l'anima di E.N.D. dal suo libro e sterminare l'umanità mediante l'esplosione di Face, la rete continentale di bombe creata dal Concilio della magia per neutralizzare la magia di Ishgar, pur non avendo alcun effetto sulla capacità dei demoni di utilizzare le stregonerie (呪法?, juhō), una controparte della magia scaturita dalle emozioni negative. Per riuscire nel loro intento e dopo aver attaccato e ucciso tutti i membri del nuovo Concilio della magia, Tartaros dà la caccia agli ex membri del Concilio per scoprire come risvegliare Face, con l'intento di ucciderli in seguito in maniera da rimanere gli unici a conoscenza di tale metodo. A interrompere i loro piani è però Fairy Tail, che si schiera per difendere quanti più possibili ex membri del concilio dall'attacco nemico. In seguito, la guerra tra le due gilde termina con la vittoria dei protagonisti e Zeref uccide Mard Geer per il suo fallimento seguito alla sconfitta di Tartaros e alla distruzione di Face, mentre i demoni sopravvissuti muoiono insieme a Zeref un anno dopo per via di una misura sviluppata dal mago oscuro.
Al di sotto di Mard Geer sono posti i nove portali demoniaci (九鬼門?, Kyūkimon), guidati dalla demone Kyôka. Altro membro della gilda è una demone coniglietta, Lamy (ラミー?, Ramī), doppiata in giapponese da Momo Asakura e in italiano da Melissa Maccari, che gestisce una struttura con cui riporta in vita i membri della gilda deceduti e gli umani scomparsi rendendoli demoni, operazione compiuta su Jiemma e Minerva Orland. Sotto il controllo di Tartaros vi è Succubus Eye (夢魔の眼, サキュバス·アイ?, Sakyubasu Ai), della quale ha fatto parte temporaneamente Minerva Orland trasformata in demone artificiale, in occasione della battaglia contro Fairy Tail. L'unico altro membro conosciuto è Doriate (ドリアーテ?, Doriāte), altro demone artificiale capace di ringiovanire gli altri e doppiato in giapponese da Taku Yashiro e in italiano da Stefano Santerini.

#### I nove portali demoniaci
- Kyôka (キョウカ?, Kyōka): capo del gruppo, è una demone sadica che rafforza la forza delle persone e incrementa la loro sensibilità al dolore con la propria stregoneria. Mashima si è ritenuto "molto soddisfatto" della caratterizzazione di Kyôka e che avrebbe perpetrato "crudeltà inenarrabili"[93]. È doppiata in giapponese da Ai Kayano[94] e in italiano da Rachele Paolelli.
- Jackal (ジャッカル?, Jakkaru): è un demone dalle sembianze feline capace di far esplodere ogni cosa con cui entra in contatto e che può assumere una forma da licantropo[95]. L'autore della serie si è detto esser rimasto molto sorpreso dalla popolarità ottenuta da Jackal tra i lettori, nonostante sia un "tipo tremendo"; ha poi aggiunto che trova delle difficoltà nello scrivere le battute di Jackal mediante il "bizzarro accento della zona di Osaka"[96]. È doppiato in giapponese da Takuma Terashima[94] e da Gianluca Crisafi in italiano.
- Franmalth (フランマルス?, Furanmarusu): è un ciclope che assorbe le anime degli altri e copia le loro abilità; è doppiato in giapponese da Yutaka Aoyama[94] e in italiano da Luigi Ferraro.
- Torafuzer (トラフザー?, Torafuzā): è un demone acquatico capace di inondare le aree a lui circostanti con dell'acqua velenosa e rendere il proprio corpo più duro dell'acciaio[97][98]; è doppiato in giapponese da Masaki Terasoma[94] e in italiano da Gianluca Machelli.
- Ezel (エゼル?, Ezeru): è un demone dall'aspetto mostruoso che è capace di tagliare ogni cosa con le proprie braccia multipla-spada; è doppiato in giapponese da Hiroshi Tsuchida[94] e in italiano da Emanuele Puppio.
- Seyla (セイラ?, Seira): è una demone che controlla i corpi delle persone; è doppiata in giapponese da Aki Toyosaki[94] e in italiano da Serena Stollo.
- Keith (キース?, Kīsu): è uno scheletro negromante che rianima i corpi degli umani; è doppiato in giapponese da Jōji Nakata[94] e in italiano da Achille D'Aniello.
- Tempestar (テンペスター?, Tenpesutā): è un demone bestiale che pronuncia suoni onomatopeici per invocare disastri naturali; è doppiato in giapponese da Takahiro Mizushima[94] e in italiano da Emanuele Durante.
- Silver Fullbuster (シルバー・フルバスター?, Shirubā Furubasutā): è il padre scomparso di Gray Fullbuster e demon slayer del ghiaccio, è anch'esso presente tra le file dei portali demoniaci dopo esser stato riportato in vita da Keith e che finge di essere Deliora sotto spoglie umane per spingere il figlio a combatterlo e sconfiggerlo. La parte della storia dedicata a Silver e Gray era qualcosa cui Mashima aveva già pensato prima della prima apparizione del mago del ghiaccio, anche se Mashima ha dovuto poi cambiare lo svolgimento ipotizzato avendo notato delle incongruenze con gli archi narrativi precedenti, in modo da mantenere il tutto più possibilmente coerente e credibile.[99] È doppiato in giapponese da Kenjirō Tsuda[94] e in italiano da Guido Di Naccio.

### Avatar
Avatar (黒魔術教団, アヴァタール?, Avatāru) è un'organizzazione adepta di Zeref, nata in seguito allo scioglimento dell'Alleanza Balam e consideratane l'erede. L'obiettivo di Avatar è quello di sacrificare delle vite mediante un "rituale di purificazione" per attirare Zeref a loro, in modo che questi li guidi alla conquista del mondo. Venuti a conoscenza dell'intenzione degli antagonisti di compiere il rituale nella città di Malva, Gerard ed Elsa decidono di far infiltrare Gray nell'organizzazione. L'arrivo imprevisto di Natsu, Lucy e Wendy, giunti in cerca degli altri membri di Fairy Tail dopo lo scioglimento di un anno prima seguito alla sconfitta di Tartaros, mette in difficoltà l'infiltrazione di Gray, che viene ritenuto adesso un loro nemico. L'inaspettata riunione di molti membri potenti di Fairy Tail porta tuttavia alla sconfitta e all'arresto dei nemici, nonché allo scioglimento della loro gilda da parte del Concilio.
- Arlock (アーロック?, Ārokku): è un sacerdote ed è il capo di Avatar. È capace di generare barriere difensive e di evocare entità da altre dimensioni. Per riuscire ad eseguire il rituale, Arlock ha stipulato un contratto con uno dei diciotto dei della guerra Ikusa-tsunagi (イクサツナギ?, Ikusatsunagi), sacrificando il proprio volto per riuscirci[100]. È doppiato in giapponese da Takashi Matsuyama e in italiano da Emanuele Puppio.
- Jerome (ジェローム?, Jerōmu): è uno spadaccino dotato di un fendente capace di corrodere e polverizzare ciò con cui entra in contatto; è doppiato in giapponese da Yoshiaki Hasegawa e in italiano da Alessio De Filippis.
- Mary (メアリー?, Meari): è una maga minuta utilizzante un'arte nera con la quale genera dei virus all'interno dei corpi dei suoi nemici; è doppiata in giapponese da Eri Suzuki e in italiano da Flaminia Fegarotti.
- Briar (ブライヤ?, Buraiya): è una maga capace di generare dei propri cloni rappresentanti ciascuno uno diverso stato d'animo e di scagliare onde d'urto contro i propri nemici; è doppiata in giapponese da Megumi Satō e in italiano da Emilia Costa.
- Gomon (豪門, ゴウモン?, Gomon): è un uomo dal kimono nero con tatuato un kanji che ritiene erroneamente essere quello di Zeref e utilizzante la telecinesi; è doppiato in giapponese da Yūki Sanpei e in italiano da Gianluca Machelli.
- D-6 (ディー6?, D-6): è un mago vestito con un'armatura nera; è doppiato in giapponese da Takayuki Nakatsukasa.
- Abel (アベル?, Aberu): è un mago di bassa statura praticante la stessa arte vudù di Kain Hikaru di Grimoire Heart, ovvero ushi no koku mairi, mediante la quale controlla i corpi degli avversari mediante una bambola; è doppiato in giapponese da Misaki Kuno e in italiano da Patrizia Salerno.

### Acnologia
Acnologia (アクノロギア?, Akunorogia) è l'antagonista finale della serie, conosciuto anche come il "Re dei draghi" (竜の王?, Ryū no ō) per aver portato la razza dei draghi vicina all'estinzione nello storico Festival del Re dei draghi (竜王祭?, Ryūōsai) di Earthland. In origine era un umano dragon slayer che provava risentimento verso i draghi per aver massacrato la sua famiglia e altri innocenti, salvo poi trasformarsi in un drago nero immortale come effetto collaterale della propria magia; nonostante questo, è capace di cambiare la propria forma tra quella umana e quella "dragonificata" a proprio piacimento. Acnologia possiede la magia dragon slayer arcana (魔の滅竜魔法?, Ma no Metsuryū Mahō), un tipo unico di magia dragon slayer nata dall'uccisione di innumerevoli draghi e dal successivo bagno nel loro sangue; il suo elemento è la magia stessa, di conseguenza può divorare qualsiasi forma di magia per rigenerarsi e garantendogli una piena immunità da ogni forma di magia, indipendentemente dalla sua natura. Sopraffatto dalla sete di sangue e considerandosi invincibile, 400 anni prima degli eventi correnti si è conquistato la fama di portatore di distruzione che ignora ogni forma di vita, parlando soltanto con coloro che riconosce come suoi nemici.
Dopo esser giunto ad un passo dal distruggere l'isola Tenro al termine della battaglia tra Fairy Tail e Grimoire Heart e dopo aver perso un braccio sette anni dopo in una battaglia contro Igneel che risulterà mortale per questi, Acnologia partecipa alla guerra tra le forze magiche di Ishgar e l'Impero Alvarez, con l'obiettivo di completare l'estinzione dei draghi uccidendo i dragon slayer ancora vivi. Quando viene attirato da Blue Pegasus e Anna Heartphilia in uno "spazio posto in mezzo allo scorrere del tempo", una dimensione vuota nella quale si cerca di intrappolarlo per sempre, Acnologia divora la propria via d'uscita e raggiunge un potere simile a quello di un dio; questo fa anche sì che la sua anima umana venga separata dal suo corpo fisico da drago: la prima cattura e imprigiona nella stessa dimensione vuota i dragon slayer per mantenere vivo il proprio potere, mentre il secondo inizia a devastare Earthland. Dopo che Lucy Heartphilia imprigiona il suo corpo utilizzando la magia Fairy Sphere, Natsu Dragonil lo uccide distruggendo la sua anima immobilizzata.
Mashima si è pentito di non aver dedicato più tempo ad un maggiore sviluppo del personaggio nel manga, immaginando un'"introspezione più profonda" [per Acnologia], a suo giudizio non adatta da includere dal punto di vista dei protagonisti, per la quale sperava di riuscire a trovare un'opportunità per esplorarla "ad un certo punto". È doppiato in giapponese da Kōsuke Toriumi e in italiano da Gianluca Machelli (ep. 256-265) e Francesco Valeri (ep. 284+).

### Impero Alvarez
L'Impero Alvarez (アルバレス帝国?, Arubaresu Teikoku) è una potente nazione militare guidata da Zeref e situata nel continente di Alakitasia, ad ovest di Ishgar. Con la forza di 730 gilde contro le 500 di Ishgar, l'obiettivo principale dell'impero è di ottenere con la forza il potere di Mavis Vermillion del Fairy Heart, in modo da poterlo usare contro Acnologia.
Sotto il diretto comando di Zeref sono presenti le sue guardie personali, gli Spriggan 12 (スプリガン12?, Supurigan Tuerubu), ciascuno possedenti poteri che superano quelli del più forte membro del Sacro Ordine dei 10 di Ishgar. Mashima ha affermato che gli Spriggan 12 sono gli antagonisti più forti mai apparsi nella serie, descrivendo le loro abilità come magia "ingannevole", espediente che gli altri autori generalmente eviterebbero di usare per preservare l'impianto narrativo della storia. Mentre si doveva scegliere il numero dei membri, Mashima ha argomentato la propria scelta di usare dodici membri al posto dei cinque o sei consigliati dal suo editor, anche grazie all'uso di "qualche trucchetto".

#### Brandish
Brandish μ (ブランディッシュ・μ?, Burandisshu Myū) è una giovane donna la cui magia le consente di alterare la dimensione e la massa delle cose. In passato sua madre Grammy (グラミー?, Gurami) è stata al servizio di Layla Heartphilia la quale le donò la chiave di Acquarius quando decise di smettere di essere una maga degli spiriti stellari. In seguito, decise di viaggiare verso occidente e si trasferì con la figlia in Alakitasia. Tuttavia, la sua assenza e l'impossibilità di poterla contattare, portarono Layla a decidere di usare la propria energia vitale per attuare il piano che avrebbe consentito l'apertura del portale Eclissi per far giungere nel presente i cinque dragon slayer provenienti dal passato. Quando venne a sapere che Layla stava per morire, Grammy decide di far ritorno a Ishgar per venirla a trovare. Viene però uccisa da Zoldeo, ritenendola unica responsabile delle condizioni di Layla dovute alla sua assenza. Non conoscendo questo risvolto della vicenda, Brandish ha iniziato a nutrire odio nei confronti di Layla, ritenendola responsabile della morte di sua madre, e di conseguenza anche nei confronti della figlia Lucy. Imprigionata dalla maga degli spiriti stellari con l'aiuto di Kana, Brandish ha modo di confrontarsi con Lucy sulla vicenda e grazie all'intervento di Acquarius viene a conoscenza dell'intera vicenda.
Sotto il suo comando vi sta una squadra composta per lo più da soldati corazzati e armata di navi da guerra. Il membro più rappresentativo della squadra è Marin Hollow (マリン·ホーロウ?, Marin Horou), un soldato capace di manipolare lo spazio facendo credere ai propri avversari di potersi muovere molto rapidamente e di generare spazi propri in cui imprigionare oggetti e persone, doppiato in giapponese da Tomohiro Yamaguchi e in italiano da Gianluca Crisafi. Mashima ha denotato un forte interesse verso i personaggi femminili del gruppo da parte dei lettori, con una particolare attenzione proprio verso Brandish. Dopo la conclusione della serie, il mangaka ha rivelato che più di tutti gli mancherà tantissimo disegnare il personaggio di Brandish. È doppiata in giapponese da Manami Numakura e in italiano da Emanuela D'Agostino.

#### Irene Belserion
Irene Belserion (アイリーン・ベルセリオン?, Airīn Beruserion) è la maga più forte del gruppo e madre centenaria "dragonificata" di Elsa Scarlett. Un tempo regina del Regno di Dragnof, al suo servizio vi fu il drago Belserion (ベルせリオン?, Beruserion), il quale le propose di trasferire in lei la magia dei draghi per mettere fine alla guerra tra umani e draghi svoltasi quattrocento anni prima della narrazione corrente. Divenne così la creatrice della magia dei dragon slayer ed assunse il cognome "Belserion" in onore dell'omonimo drago, che morì nel corso di tale battaglia. È capace di infondere potere magico dentro qualsiasi oggetto o persona. Inoltre padroneggia la magia dragon slayer della saggezza, che amplifica il potere dei suoi incantesimi. Alla guida del suo esercito vi sono due suoi subalterni, ovvero delle spade che può rendere umane grazie ad un incantesimo particolare:
- Juliet Sun (ジュリエット·サン?, Jurietto San), una spada bianca che si trasforma in una ragazza capace di creare del muco denso e appiccicoso per incollare qualsiasi cosa ed è doppiata in giapponese da Aiko Ninomiya[121];
- Heine Lunasea (ハイネ·ルナシー?, Haine Runashii), una spada nera che si trasforma in una ragazza utilizzante delle bende magiche da scagliare contro i propri avversari, doppiata in giapponese da Manami Hanawa[121].

Il ruolo di Irene come "madre dei dragon slayer" è stato deciso da Mashima "ben prima" del suo debutto, ma non aveva ancora deciso riguardo alla sua relazione con Elsa fino a dopo il primo scontro con Acnologia, il quale ha notato che creava dei buchi nella storia. È doppiata in giapponese da Takako Honda e in italiano da Daniela Abbruzzese.

#### Altri Spriggan
- God Serena (ゴッドセレナ?, Goddo Serena): è un esuberante ed eccentrico dragon slayer di seconda generazione degli otto elementi (terra, aria, acqua, fuoco, fulmine, diamante, luce e oscurità). Un tempo era il membro più potente dei dieci maghi sacri di Ishgar, ma scelse di voltar loro le spalle e di unirsi all'impero di Alvarez; infatti sconfigge gli altri maghi sacri per entrare nelle file degli spriggan[123]. Il motivo per cui si unisce all'impero di Alvarez è affrontare e sconfiggere Acnologia, ma quest'ultimo lo uccide in un istante con un solo colpo; è doppiato in giapponese da Kazuyuki Okitsu[124].
- August (オーガスト?, Ōgasuto): è il membro più anziano e forte dei dodici.[125][126] È il figlio segreto di Zeref e Mavis che grazie al suo potere può acquisire istantaneamente, padroneggiare e annullare la magia dell'avversario dopo averla soltanto vista o subita[127], ma non può copiare e annullare le magie utilizzate tramite strumenti magici, in quanto non avendo questi ultimi non può copiarli. Si dice che conosca un numero di magie incalcolabile grazie al suo potere copiante e malgrado Gildarts riesca quasi a sconfiggerlo sfruttando la sua vulnerabilità tramite il suo braccio finto, August sopravvive per poi tentare un incantesimo suicida che distrugga l'intera città, ma vedendo Mavis, sua madre, ferma la sua magia distruttiva, per poi dissolversi in cenere. Non ha mai rivelato al padre la sua identità e non ha mai incontrato sua madre se non in punto di morte, ma nemmeno lei sapeva della sua esistenza; è doppiato in giapponese da Yoshito Yasuhara[116] e da bambino da Natsumi Fujiwara, e in italiano da Massimo Milazzo da adulto.
- Larcade Dragonil (ラーケイド・ドラグニル?, Rākeido Doraguniru): è un Eterias convinto di essere figlio di Zeref[127] e utilizzante una magia che esplora i desideri più ardenti degli umani.[128][129] Viene sconfitto da Sting e poi ucciso da Zeref stesso, il quale gli dice chiaramente che non ha figli e che lui sia solo un esperimento fallito per riportare in vita Natsu. È doppiato in giapponese da Kenshō Ono[130].
- Invel Yura (インベル・ユラ?, Inberu Yura): è il capo di stato maggiore di Alvarez e un mago del ghiaccio può "congelare" le menti delle persone per controllare i loro pensieri[131]. Il suo gelo può congelare persino il ghiaccio di Gray Fullbuster e infliggere danni anche a quest'ultimo malgrado, come Devil Slayer, sia immune al ghiaccio. Viene però sconfitto da quest'ultimo quando utilizza il suo ghiaccio contro di lui; è doppiato in giapponese da Tomoaki Maeno[116] e in italiano da Stefano Billi.
- DiMaria Yesta (ディマリア・イエスタ?, Dimaria Iesuta): è una spadaccina il cui Takeover "God Soul" le consente di assumere la forma e le abilità di fermare il tempo del dio Chronos[132]. Viene sconfitta da Sheria dopo essere stata potenziata da Ultear con la Third Origin. In seguito tenta di uccidere Lucy, ma viene fermata e sconfitta nuovamente da Natsu col potere di E.N.D., lasciandola fortemente traumatizzata; è doppiata in giapponese da Natsumi Fujiwara[116] e in italiano da Alessandra Bellini.
- Ajeel Raml (アジィール・ラムル?, Ajiīru Ramuru): è un mago della sabbia che produce tempeste di sabbia capaci di inghiottire intere città. Viene sconfitto da Elsa, supportata da lontano dai membri della gilda. Ai suoi ordini vi è una squadra di soldati dall'aspetto di abitanti dei paesi medio-orientali e armata di una flotta di navi volanti. In caso di assenza di Ajeel, a dirigere il gruppo è il soldato Bakel (バケル?, Bakeru), uomo imponente capace di generare onde d'urto dalle proprie braccia. Altro soldato di rilievo della squadra è Kareem (カリーム?, Karīmu), uomo capace di utilizzare la magia delle esplosioni. È doppiato in giapponese da Hiromichi Tezuka[116] e in italiano da Francesco Valeri.
- Wall Eehto (ワール・イーヒト?, Wāru Īhito, da 悪い人?, warui hito, lett. "persona cattiva"): è un alchimista robotico che costruisce soldati meccanici per esplorare le debolezze altrui. Ha meccanizzato in parte il suo corpo in modo che possa adattarsi a qualsiasi nemico ed è quasi quasi impermeabile ai fulmini e agli attacchi elettrici. Laxus lo affronta e, con l'inganno, riesce a fargli neutralizzare le particelle demoniache che lo stavano uccidendo, riuscendo prima a guarire completamente dai danni subiti contro Tartaros, per poi finirlo con i suoi fulmini rossi. È doppiato in giapponese da Yō Kitazawa[124].
- Bloodman (ブラッドマン?, Buraddoman, anche "Bradman"): è un mago dalle sembianze di shinigami che condivide gli stessi poteri dei membri più forti di Tartaros. Viene sconfitto da Gajeel e cerca di portare quest'ultimo con sé uccidendolo a sua volta, fallendo a causa dell'intervento casuale della magia di Irene Belserion. È doppiato da Kenichirō Matsuda[121].
- Jacob Lessio (ジェイコブ・レッシオ?, Jeikobu Resshio): è un assassino che utilizza l'invisibilità e la magia spaziale, grazie alle quali può camuffare completamente la sua presenza e teletrasportare i suoi bersagli in una dimensione alternativa. Viene ostacolato da Lucy e poi sconfitto da Natsu con l'aiuto di Makarov. Mashima ha sviluppato l'aspetto di Jacob ispirandosi ad un attore che "ha apprezzato molto" e si è detto dispiaciuto che il ruolo del personaggio si sia dovuto ridurre molto rispetto a quanto pianificato inizialmente.[114] Lo considera inoltre il suo spriggan preferito.[117] È doppiato in giapponese da Makoto Tamura[133] e in italiano da Luca Graziani.
- Neinhart (ナインハルト?, Nainharuto): è un mago che genera corpi fasulli che sembrano viventi di persone decedute dai ricordi degli altri, con i loro stessi poteri e abilità, ma la forza di questi ultimi sembra avere un limite rispetto a quando erano vivi, in quanto non possono superare la potenza di Neinhart stesso. Viene sconfitto da Gerard con un solo colpo; è doppiato in giapponese da Kousuke Oonishi[121] e in italiano da Leonardo Caneva.

### I draghi divini di Giltena
I cinque draghi divini (五神竜?, Goshinryū) sono creature dall'enorme potere magico attive nel continente di Giltena (ギルティナ?, Girutina) e antagoniste del manga Fairy Tail: 100 Years Quest. Natsu e i suoi compagni di squadra devono sconfiggerli per portare a termine la missione dei cento anni intrapresa un anno al termine della serie originale. Sono denominati "dei" a causa del loro tremendo potere che li rende paragonabili alla forza di Acnologia e se dovessero combattere l'uno contro l'altro distruggerebbero il mondo intero. Originariamente erano sei, fino a quando uno di essi fu sconfitto, ma non ucciso. I sei draghi sono i seguenti: 
- Mercuphobia (メルクフォビア?, Merukufobia), conosciuto anche come il dio drago dell'acqua (水神竜?, Suijinryū), ha la capacità di manipolare l'acqua suo piacimento, come Lluvia Loxar. Venerato dagli abitanti di Elmina del continente di Giltena, è un drago pacifico che ha abbandonato la sua natura crudele e violenta dopo aver stretto amicizia con una ragazza umana di nome Karameel, con cui vive. Tuttavia, il suo controllo sempre minore sulla sua magia fa sì che la marea sommerga Ermina di notte, portandolo a trasformare i suoi cittadini in pesci per aiutarli a sopravvivere. È doppiato in giapponese da Yūichirō Umehara e in italiano da Alessandro Parise.
- Ignia (イグニア?, Igunia), conosciuto anche come il dio drago del fuoco (炎神竜?, Enjinryū), è il figlio biologico di Igneel e come tale può manipolare il fuoco, le fiamme e il calore a suo piacimento. Maniaco del combattimento, è famoso a Giltina per aver bruciato innumerevoli paesi solo per dimostrare la sua forza. Dopo essersi allenato per sconfiggere Acnologia come prova di forza, diventa determinato a trasformare Natsu in un degno avversario per sé stesso dopo aver appreso della vittoria del suo fratello adottivo su Acnologia, deluso dalla dipendenza di Natsu dal potere dei suoi amici. È doppiato in giapponese da Nobuhiko Okamoto e in italiano da Mattia Billi;
- Aldoron (アルドロン?, Arudoron), conosciuto anche come il dio drago del legno (木神竜?, Mokushinryū), ha la capacità di manipolare gli alberi e la natura a suo piacimento. È il drago più grande del mondo e ha dimensioni colossali, tanto che sul dorso di una sua zampa è stata costruita un'intera città, così come sull'altra zampa, sulle sue spalle e sulla schiena. Ognuna delle cinque città ospita un globo che sigilla il suo potere distruttivo, con Faris e Diabolos che vengono tratti in inganno da false affermazioni secondo cui distruggere gli orbi lo indebolirebbe. È protetto da alberi umanoidi chiamati "God Seed" che possiedono vari poteri, con il più forte che funge da cervello e avatar di Aldoron. È doppiato in italiano da Mimmo Strati;
- Selene (セレーネ?, Serēne), conosciuta anche come il dio drago della luna (月神竜?, Gesshinryū), è l'unica femmina tra i draghi divini, possiede potere sulla luna e sulle stelle, così come la capacità di viaggiare tra le dimensioni. Desidera rinascere come un essere umano, e manipola Faris e Diabolos per aiutarla a eliminare gli altri draghi divini per raggiungere il suo obiettivo, divertendosi con la conseguente distruzione nel processo. È doppiata in giapponese da Nana Mizuko e in italiano da Virginia Brunetti;
- Viernes (ビエルネス?, Bierunesu), conosciuto anche come il dio drago dell'oro (金神竜?, Kinjinryū), è un grande drago metallico che ha la capacità di manipolare l'oro e di trasformare qualsiasi cosa in oro massiccio. Esiste come concetto dopo aver sacrificato la sua forma fisica per fondere la sua volontà con la gilda degli alchimisti Gold Owl;
- Dogramag (土神竜?, Doguramagu), conosciuto anche come il dio drago della terra (土神竜?, Dojinryū), possiede la capacità di controllare la terra e il suolo a suo piacimento, infatti i suoi resti sono la fonte di un labirinto sotterraneo chiamato il Grande Labirinto di Dogra, che è fatto di pietra indistruttibile. Fu escluso dai draghi divini dopo che si pensò fosse stato ucciso, in realtà sopravvisse e trascorse molti decenni a ricostituire le sue forze, inoltre pare che sia l'unico essere che Ignia, il dio drago del fuoco, consideri un amico.

### Diabolos
Diabolos (ディアボロス?, Diaborosu) è una gilda composta esclusivamente da dragon slayer di quinta generazione chiamati Dragon Eaters (ドラゴンイーター?, Doragon Ītā), poiché hanno acquisito le loro abilità divorando i draghi o altri dragon slayers. Competono con Fairy Tail per la missione dei 100 anni, poiché desiderano uccidere e divorare i cinque draghi divini per ottenere i loro poteri. La loro forza più forte sono i Dragon Slayer Neri (黒滅竜騎団?, Koku Metsuryū Kidan), una squadra di quattro Dragon Eaters a cui sono stati dati i poteri dei draghi uccisi dal loro master, Georg. I membri di Diabolos sono:
- Georg Reizen (ゲオルグ・ライゼン?, Georugu Raizen) è il master della gilda Diabolos. Come i memebri della sua gilda, è un dragon slayer di quinta generazione, che ha ucciso diversi draghi dandone le carni ai sui sottoposti, affinché le divorassero. Tuttavia, non è stato in grado di svelare quale magia dragon slayer dominasse a causa della sua morte per opera di Selene, che diventa il nuovo master della gilda. È doppiato in giapponese da Yasuhiro Mamiya e in italiano da Dario Oppido;
- Kiria (キリア?, Kiria) è una maga guerriera, amante delle battaglie e dei combattimenti. Possiede la magia del dragon slayer delle lame (刃の滅竜魔法?, Yaiba no Metsuryū Mahō), che gli permette di evocare e controllare delle lame in grado di tagliare ogni cosa. È doppiata in giapponese da Yumi Uchiyama e in italiano da Barbara Pitotti;
- Madmole (マッドモール?, Maddomōru) è un mago che utilizza la magia del dragon slayer dell'armatura ((鎧の滅竜魔法?, Yoroi no Metsuryū Mahō), che gli permette di diventare abbastanza resistente da essere in grado di ricevere qualsiasi attacco mirato a lui senza provare alcun dolore, oltre a essere in grado di materializzare sostanze simili ad armature come passaggi sull'acqua da attraversare. È doppiato in giapponese da Iraru Yamamoto e in italiano da Claudio Marsicola;
- Skullion Raider (スカリオン・レイダー?, Sukarion Reidā) è un dragon slayer che utilizza la magia del dragon slayer cadaverico (骸の滅竜魔法?, Mukuro no Metsuryū Mahō), che gli permette di creare e manipolare la cenere. Può anche trasformare se stesso e gli altri in cenere e di teletrasportarsi in una nuvola di cenere. È doppiato in giapponese da Kenji Hamada e in italiano da Dario Follis;
- Nebaru (ネバル?, Nebaru) è un mago bestiale e selvaggio. Utilizza la magia del dragon slayer appiccicoso (粘の滅竜魔法?, Nen no Metsuryū Mahō), che gli consente di creare una sostanza appiccicosa che può usare in più modi, dandogli la possibilità di attaccarsi al soffitto, usarla per attaccare i suoi bersagli da lontano e avvolgerli attorno ai suoi nemici e renderli inabili manipolando le ragnatele con gesti delle mani circolanti con entrambe le braccia a distanza;
- Wraith (レイス?, Reisu) è uno spirito impercettibile a chiunque, eccetto che agli altri dragon slayers. Utilizza la magia del dragon slayer fantasma (霊の滅竜魔法?, Rei no Metsuryū Mahō), che lo rende un fantasma e può controllare e divorare le anime altrui, oltre a possedere i corpi fisici degli altri. Doppiato in giapponese da Daiki Kobayashi e in italiano da Daniele De Lisi;
- Suzaku (スザク?, Suzaku) è un membro dei Dragon Slayer Neri. Utilizza la magia del dragon slayer della spada santa (剣聖の滅竜魔法?, Kensei no Metsuryū Mahō), che lo rende uno spadaccino con schemi di linguaggio arcaici, che usa tecniche di spada che si muovono più velocemente dell'occhio nudo. Doppiato in giapponese da Ryota Suzuki e in italiano da Alessio Puccio.
- Kirin (キリン?, Kirin) è un membro dei Dragon Slayer Neri. Utilizza la magia del dragon slayer giallo (黄竜の滅竜魔法?, Kōryū no Metsuryū Mahō), che gli permette di controllare i fulmini e l'elettricità come Luxus Dreyar. Trasporta sempre una bara sulla schiena;
- Haku (ハク?, Haku) è un ragazzino, membro dei Dragon Slayer Neri. Utilizza la magia del dragon Slayer del cucito, che gli consente di manipola il filato e trasforma gli altri in pupazzi di peluche;
- Misaki (ミサキ?, Misaki) è una maga, membro dei Dragon Slayer Neri. Utilizza la magia del dragon slayer azzurro, che gli consente di manipolare lo spazio e di viaggiare tra le dimensioni;

## Gilde alleate e rivali

### Blue Pegasus
Blue Pegasus (青い天馬, ブルーペガサス?, Burū Pegasasu) è una delle gilde ufficiali di Fiore, composta in gran parte dagli uomini e dalle donne più attraenti. Il master di questa gilda è Bob (ボブ?, Bobu), un uomo travestito doppiato in giapponese da Hiroki Gotō e in italiano da Sergio Lucchetti e Massimo Milazzo (100 Years Quest). In passato ne ha fatto parte la maga degli spiriti stellari Karen Lilica (カレン・リリカ?, Karen Ririka), prima proprietaria di Loki e doppiata in giapponese da Chie Sawaguchi e in italiano da Chiara Gioncardi, che è stata uccisa in missione da Angel. Blue Pegasus forma un'alleanza con Fairy Tail, inviando in missione come suoi rappresentanti il proprio mago più forte e pecora nera della gilda, Ichiya Vandalay Kotobuki (一夜＝ヴァンダレイ＝寿?, Ichiya-Vandarei-Kotobuki), un uomo corpulento e brutto doppiato in giapponese da Shō Hayami e in italiano da Luigi Ferraro, che utilizza dei profumi magici dagli effetti differenti l'uno dall'altro, come il donare forza e velocità da superuomini. Al suo seguito vi sono i Trimens (トライメンズ?, Toraimenzu), un trio di maghi che ama gettarsi alla conquista delle donne. Il trio è composto da:
- Hibiki Lates (ヒビキ・レイティス?, Hibiki Reitisu), utilizzante una magia che gli consente di gestire le informazioni come un computer terminale, con la possibilità di archiviarle e di trasferirle telepaticamente agli altri[134][139], e doppiato in giapponese da Takashi Kondo[3] e in italiano da Mirko Cannella (ep. 52-223) e Alessandro Parise (ep. 263+ e 100 Years Quest);
- Eve Tearm (イヴ・ティルム?, Ivu Tirumu), capace di generare bufere di neve[140] e doppiato in giapponese da Fuyuka Ōura[3] e in italiano da Tatiana Dessi (ep. 52-223) e Sara Giacopello (ep. 263+ e 100 Years Quest);
- Ren Akatsuki (レン・アカツキ?) è un mago abbronzato capace di manipolare l'aria[141] e doppiato in giapponese da Masaya Matsukaze[3] e in italiano da Gabriele Lopez (ep. 52-223) e Raffaele Palmieri (ep. 263+ e 100 Years Quest).

Ichiya e i Trimens partecipano al Gran Palio della Magia con altri due membri della gilda:
- Jenny Realight (ジェニー・リアライト?, Jenī Riaraito), una modella che può cambiare con la magia il proprio abbigliamento ed equipaggiamento[142], doppiata in giapponese da Kaori Nazuka e in italiano da Gemma Donati (ep. 157-199) e Francesca Buttarazzi (ep. 263+ e 100 Years Quest).
- Nichiya (ニチヤ?), un Exceed capitano delle guardie di Extalia e controparte di Edolas di Ichiya[143], doppiato in giapponese da Shō Hayami e in italiano da Luigi Ferraro.

### Quattro Kerberos
Quattro Kerberos (四つ首の番犬?, Kuwatoro Keruberosu) è una gilda riconosciuta dal concilio, creata e guidata dal mago Goldmine (ゴールドマイン?, Gōrudomain), apparso per la prima volta in occasione del raduno dei master delle gilde della fazione della luce a Clover e doppiato in giapponese da Yoshimitsu Shimoyama e in italiano da Saverio Indrio. Sette anni dopo l'inizio della narrazione, la gilda partecipa al Gran Palio della Magia, riuscendo a posizionarsi tra le prime 8 migliori. In seguito, aiuta le altre maggiori gilde di Fiore nella difesa del regno da parte dell'attacco dei sette draghi giunti attraverso il portale Eclissi e l'anno seguente coopera con Fairy Tail nella guerra contro l'Impero Alvarez.
- Baccus Groh (バッカス グロウ?, Bakkasu Gurō): mago di maggior spicco della gilda, è capace di colpire gli avversari con maggiore potenza quando è ubriaco e abilitato a svolgere missioni di classe S. Baccus è doppiato in giapponese da Kenjirō Tsuda e in italiano da Giuliano Bonetto (ep. 161-223) e Stefano De Filippis (ep. 263-264)[4].
- Rokker (ロッカー?, Rokkā): è un mago capace di creare un vortice d'aria attorno alle parti del corpo aumentando la potenza d'attacco[143]; è doppiato da Eiji Miyashita.
- War Cry (ウォークライ?, Wōkurai): è un mago che attacca i propri avversari mediante l'uso delle proprie lacrime[144], le quali più sono numerose e più rendono l'attacco potente; è doppiato da Yoshimitsu Shimoyama.
- Jager (イエーガー?, Iēgā): è un mago capace di utilizzare incantesimi per manipolare le piante[145]; è doppiato da Eiji Sekiguchi.
- Nobari (ノバーリ?, Nobāri): è un mago che prende parte al Gran Palio della Magia[146]; è doppiato da Masaki Kawanabe.
- Sems (セムス?, Semusu): è capace di utilizzare una magia che gli consente di roteare su sé stesso ad alta velocità, colpendo il nemico senza dargli possibilità di difendersi[61].

### Lamia Scale
Lamia Scale (蛇姫の鱗, ラミアスケイル?, Ramia Sukeiru) è una delle gilde legali di Fiore, guidata da un'irascibile vecchietta di nome Ōba Babasama (オーバ・バサーマ?, Ōba Babasāma), doppiata in giapponese da Ako Mayama e in italiano da Paola Giannetti (ep. 154-223). È famosa nel regno per il suo membro di maggior rilievo, Jura Neekis (ジュラ・ネェキス?, Jura Neekisu), componente del Sacro ordine dei dieci capace di trasformare il terreno in durissime colonne rocciose e doppiato in giapponese da Yutaka Aoyama e in italiano da Alberto Angrisano (ep. 52-223) e Dario Follis (ep. 263+). La gilda si allea in seguito insieme a Fairy Tail per sgominare la gilda oscura Oracion Seis dopo il ritorno dei tre disertori e l'ingresso nella gilda di Leon, che insieme a Jura e Sherry viene inviato per la missione come rappresentante della propria gilda. In seguito alla disfatta di Tartaros e allo scioglimento di Fairy Tail, entrano temporaneamente a far parte della gilda per un anno Wendy Marvel e Charle.

#### Leon Bastia
Leon Bastia (リオン・バスティア?, Rion Basutia), il cui nome è traslitterato come "Lyon Vastia" nel manga inglese e "Lyon Bastia" nel doppiaggio inglese dell'anime, è il rivale di Gray Fullbuster e discepolo più anziano di Ur. Controlla la magia della creazione Ice Make come Gray, ma ne usa una variante con la quale produce golem di ghiaccio "viventi" che può comandare a suo piacimento. Inizialmente recita gli incantesimi con una sola mano, permettendogli di generare ghiaccio più rapidamente, ma meno resistente e bilanciato. Leon prova del risentimento nei confronti di Gray, in quanto lo ritiene il responsabile del sacrificio di Ur attuato per sconfiggere il demone Deliora, rovinando così il sogno d'infanzia di riuscire a superare in termini di capacità e potenza la propria maestra. Operando sotto il nome "Imperatore Zero" (零帝?, Reitei, lett. "Imperatore sottozero"), Leon porta Deliora sull'isola di Galuna per poterlo rilasciare dai ghiacci in cui è imprigionato, in modo da poterlo sfidare e sconfiggere, così da provare la propria superiorità su Ur. Dopo aver scoperto che della morte di Deliora con la sua liberazione dal ghiaccio e sconfitto da Gray, Leon decide di unirsi a Lamia Scale, divenendone in seguito un membro importante. Inizia a gestire gli incantesimi con due mani usata anche da Ur e Gray, oltre alla loro abitudine di togliersi gli abiti.
Sette anni dopo, per ironia della sorte Leon s'innamora a prima vista di Lluvia Loxar, formando così un triangolo amoroso insieme alla maga e al rivale Gray; in seguito accetta i sentimenti della maga dell'acqua per Gray dopo che quest'ultimo viene ucciso nella battaglia contro i draghi usciti dal portale Eclissi e resuscitato da Urrutia Milkovich. Riguardo al ruolo iniziale del personaggio, Mashima ha commentato esprimendo la sua gioia nel disegnare Leon di nuovo dopo la sua assenza nella serie. È doppiato in giapponese da Yūki Kaji e in italiano da Leonardo Graziano (ep. 12-223) e Jacopo Lo Conte (ep. 263+).

#### Sheria Brendy
Sheria Brendy (シェリア・ブレンディ?, Sheria Burendi) è la cugina di Sherry che condivide la sua ossessione nei confronti dell'amore e in sentimenti non corrisposti per Leon. È una maga prodigio "god slayer" (滅神魔導士, ゴッドスレイヤー?, goddo sureiyā) con abilità che sono superiori a quelle dei dragon slayer; similmente a Wendy Marvel, con la quale stringe amicizia durante il Gran Palio della Magia dopo averla sfidata e della quale diventa compagna di squadra mentre è membro di Lamia Scale, la magia di God Slayer celeste (天空の滅神魔法?, Tenkū no metsujin mahō) di Sheria produce masse d'aria nere per combattere i nemici e di curare le ferite, incluse le proprie. Un anno dopo la sconfitta di Tartaros, Sheria sacrifica le proprie abilità magiche per sottoporsi all'incantesimo Third Origin di Urrutia Milkovich e sbloccare così temporaneamente il suo pieno potenziale per poter distruggere la forma "anima divina" di DiMaria Yesta. Subito dopo si ritira come maga e inizia gradualmente a riottenere i propri poteri magici, come mostrato nell'epilogo della serie. È doppiata in giapponese da Yuka Iguchi e in italiano da Margherita De Risi (ep. 157-199).

#### Altri
Ad esser parte di Lamia Scale sono un trio di disertori che si scontra con i membri protagonisti di Fairy Tail sotto la guida di Leon Bastia per prendersi la vendetta nei confronti del demone Deliora per aver ucciso i loro familiari:
- Sherry Brendy (シェリー・ブレンディ?, Sherī Burendi), una donna ossessionata dall'amore per Leon che manipola oggetti ed esseri non umani e possiede un topo femmina gigante chiamato Angelica (アンジェリカ?, Anjerika). È doppiata in giapponese da Yuka Iguchi e in italiano da Lidia Perrone.
- Yuka Suzuki (ユウカ・スズキ?, Yūka Suzuki, anche "Yûka"): è un uomo dalle pronunciate sopracciglia che produce onde annullanti la magia dalle proprie mani ed è doppiato in giapponese da Masaki Kawanabe e in Italiano da Gianluca Crisafi (ep. 11-18), Stefano Broccoletti (ep. 124-199) e Stefano De Filippis (ep. 263+).
- Toby Horhorta (トビー・オルオルタ?, Tobī Oruoruta, o anche "Orrolta"): è un uomo piuttosto sciocco e ingenuo e vestito come un cane che può allungare i propri artigli paralizzanti ed è doppiato in giapponese da Daisuke Kishio.

### Cat Shelter
Cat Shelter (化貓の宿?, Ketto Sherutā) è una gilda di cui hanno fatto parte Wendy Marvel e Charle prima di accedere a Fairy Tail. Le due prendono parte allo scontro contro Oracion Seis proprio a nome di questa gilda. Terminate le ostilità con esito vittorioso, i membri dell'alleanza della luce scoprono che Cat Shelter non sia mai esistita realmente e che si è trattata di un'illusione generata dal fantasma del creatore dell'incantesimo Nirvana, Roubaul (ローバウル?, Rōbauru), doppiato in giapponese da Kazuya Takekabe e in italiano da Gaetano Lizzio, ricoprente anche la carica di master e un tempo membro della tribù Nirvit. Quattrocento anni prima degli eventi correntemente narrati nel manga, Nirvana rese con il trascorrere del tempo i Nirvit crudeli, spingendoli a combattere tra di loro e causandone l'estinzione. Nemmeno Roubaul riuscì a sopravvivere alla guerra civile, ma il suo fantasma rimase legato alla terra per evitare che Nirvana cadesse nelle mani sbagliate. Sette anni prima del presente, il fantasma incontra un giovane Mist Gun, al quale promise di prendersi cura di una Wendy ancora bambina. Roubaul decise così di creare con la magia una gilda fittizia nella quale Wendy potesse trovare un ambiente sereno dove crescere e sviluppare al meglio i propri poteri magici. Una volta che Wendy e Charle apprendono la verità, Cat Shelter e i suoi membri scompaiono; le due decidono così di seguire Natsu e i suoi amici per diventare membri di Fairy Tail.

### Sabertooth
Sabertooth (剣咬の虎, セイバートゥース?, Seibā Tūsu, il testo in giapponese si traduce come "Tigri dai denti a sciabola") è una gilda che sostituisce Fairy Tail nella qualifica di più potente attiva nel Regno di Fiore durante i sette anni di assenza dei principali maghi dell'organizzazione protagonista bloccati sull'isola Tenro. Il master della gilda è Jiemma (ジエンマ?, Jienma), doppiato in giapponese da Eiji Miyashita e in italiano da Michele Gammino (ep. 164-180) e Fabrizio Russotto (ep. 250-262), un grosso uomo che crede ciecamente nella supremazia assoluta, senza ammettere fallimenti che possano ledere il nome di Sabertooth. Jiemma recluta cinque potenti maghi che portano a qualificare la gilda come la più forte di Fiore. I maghi in questione sono: sua figlia Minerva Orland; il mago del fulmine Orga Nanagear; l'esperto dei ricordi Rufus Lore; la squadra dei draghi gemelli (双竜?, Sōryū) formata da Sting Eucliffe e Rogue Cheney, dragon slayer di terza generazione che sono stati cresciuti da draghi e hanno impiantata una lacrima magica dentro di loro. In seguito, durante il Gran Palio della Magia, Sting ha una discussione con il master riguardo ai suoi metodi di mantenimento della gilda, che si conclude con uno scontro tra i due e la dipartita di Jiemma. Dopo la conclusione della competizione, Sting diventa il nuovo master della gilda. In seguito, anche la ex maga di Oracion Seis, Sorano Aguria, entra a far parte di Sabertooth.

#### Sting Eucliffe
Sting Eucliffe (スティング・ユークリフ?, Sutingu Yūkurifu), chiamato anche Sting "drago bianco" (白竜のスティング?, Hakuryū no Sutingu), è un dragon slayer diciannovenne di Sabertooth e parte del duo di draghi gemelli con Rogue Cheney. Utilizza la magia dragon slayer del drago bianco (白の滅竜魔法?, Haku no metsuryū mahō), che gli dona la capacità di produrre attacchi basati sull'uso della luce sacra e di sparare raggi laser bianchi dalla sua bocca. Può utilizzare a proprio piacimento la Dragon Force. Ha usato questa magia per uccidere il proprio drago guardiano Weisslogia (バイスロギア?, Baisurogia) — doppiato da Hiroki Yasumoto — su suo ordine, per provare a sé stesso di essere un "vero" dragon slayer. Weisslogia appare in seguito con gli altri guardiani dei dragon slayer, spiegando di aver dato falsi ricordi a Sting per potergli fornire esperienza. Per adempiere ad una promessa fatta al suo amico Exceed Lector (レクター?, Rekutā), Sting mira a sconfiggere Natsu Dragonil e a provare così a tutti di aver ucciso un vero drago. In qualità di rappresentante della propria gilda al Gran Palio della Magia, provoca Natsu nella speranza di vedere la sua vera forza. Durante il loro combattimento due contro due insieme a Rogue e Gajil Redfox, Sting viene battuto da Natsu e comincia a portare nuovo rispetto verso Fairy Tail, finendo con lo scontrarsi e sconfiggere il master Jiemma e a sostituirlo in seguito in qualità di master di Sabertooth per migliorare l'immagine della gilda. È doppiato da Takahiro Sakurai nella versione giapponese e da Davide Perino (ep. 151-224) e Alberto Franco (ep. 250+ e 100 Years Quest) nella versione italiana.

#### Rogue Cheney
Rogue Cheney (ローグ・チェーニ?, Rōgu Chēni), conosciuto anche come Rogue "Drago dell'ombra" (影竜のローグ?, Eiryū no Rōgu), è un dragon slayer diciannovenne e compagno di squadra di Sting Eucliffe. La sua magia dragon slayer dell'ombra (影の滅竜魔法?, Kage no metsuryū mahō) gli ha fatto acquistare l'abilità di trasformarsi in una vera e propria ombra intangibile e di sparare ombre dalla propria bocca. Come Sting, Rogue è in grado di attivare a proprio piacimento la Dragon Force e possiede anch'egli dei ricordi fasulli riguardo all'uccisione del proprio drago guardiano Skiadram (スキアドラム?, Sukiadoramu) — doppiato da Kazuya Ichijo — da parte sua per diventare un "vero" dragon slayer. È sempre accompagnato da Frosch (フロッシュ?, Furosshu), un verde Exceed indossante un costume rosa da rana. Nel momento in cui perde contro Gajil al Gran Palio sette anni dopo, riesce a capire ciò che a Sabertooth manca rispetto a Fairy Tail e assiste quindi Sting nel migliorare l'immagine della propria gilda.
Mentre si svolge il torneo, una versione alternativa di Rogue che ha viaggiato attraverso il portale Eclissi da un futuro alternativo giunge nel presente, corrotto dalle proprie ombre dopo che nella sua linea temporale Frosch è stato ucciso da Gray Fullbuster. Il Rogue "del futuro" è capace di combinare la propria magia dell'ombra con quella della luce di Sting, dopo averlo ucciso ed essersi appropriato dei suoi poteri nel futuro. Con l'inganno, consiglia alla principessa Giada E. Fiore di attivare il portale Eclissi per salvare il regno da un'imminente invasione di draghi, sfruttandolo come arma di distruzione, con il vero intento di richiamare quanti più draghi possibile da 400 anni indietro nel tempo per poter combattere e sconfiggere Acnologia, il quale porterà alla rovina il mondo nel futuro. Mentre il Rogue del presente combatte per salvaguardare il Regno della minaccia dei draghi, il Rogue del futuro si scontra con Natsu Dragonil e la battaglia termina con la distruzione del portale Eclissi, dopo che Rogue e i sette draghi riusciti ad accedere al presente fanno ritorno nella propria epoca; prima di svanire e tornare nel futuro, Rogue aiuta Natsu avvertendolo del destino che attende Frosch nel futuro. È doppiato in giapponese da Ken'ichi Suzumura e in italiano da Daniele de Lisi (ep. 151-224) e Dimitri Winter (ep. 250+ e 100 Years Quest).  

#### Yukino Aguria
Yukino Aguria (ユキノ・アグリア?, Yukino Aguria) è una maga degli spiriti stellari di 18 anni. Dopo che sua sorella maggiore Sorano è stata catturata e resa schiava, Yukino decide di migliorare le proprie capacità e di entrare poi a far parte di Sabertooth. Delle cinque chiavi dei portali in suo possesso, Yukino ne ha due d'oro, una delle quali è la tredicesima chiave richiamante Ophiuchus. In seguito ad una sconfitta in duello durante il Gran Palio, viene espulsa dalla propria gilda e costretta a cancellarsi il proprio simbolo magico. Dopo aver stretto amicizia con Lucy e Fairy Tail, decide di entrare a far parte del Sacro ordine di cavalleria dei fiori di ciliegio del Regno di Fiore come partecipante al progetto Eclissi. Dopo la conclusione del Gran Palio della Magia, si ritira dal servizio e viene invitata da Sting a rientrare a far parte di Sabertooth. È doppiata in giapponese da Fuyuka Ono e in italiano da Katia Sorrentino (ep. 163-228) e Elisa Angeli (ep. 263+ e 100 Years Quest) 

#### Minerva Orland
Figlia di Jiemma, Minerva Orland (ミネルバ・オーランド?, Mineruba Ōrando) è il membro più forte di Sabertooth, utilizzante la magia Territory (絶対領土, テリトリー?, Teritorī, il nome giapponese si traduce lett. come "Territorio assoluto") che le dona l'abilità di teletrasportare gli oggetti e di attaccare qualunque cosa presente nel suo campo visivo usando la manipolazione dello spazio. È anche in grado di usare le  (ヤクマ十八闘神魔法?, Yakuma jūhachi tōjin mahō), un insieme di incantesimi molto distruttivi. Sin da bambina, Minerva ha sopportato duri allenamenti cui il padre l'ha sottoposta, ereditando così il suo stesso complesso di superiorità. Anni dopo, trova in Elsa Scarlett una temibile rivale al Gran Palio della Magia e perde contro di lei durante l'ultima giornata della competizione.
Giurando vendetta nei confronti di Elsa, Minerva lascia Sabertooth e si unisce a Succubus Eye (夢魔の眼, サキュバス・アイ?, Sakyubasu Ai), una gilda oscura controllata da Tartaros. La sua forza viene rapidamente riconosciuta da Tartaros, che la recluta e la trasforma in un demone artificiale insieme al padre Jiemma, venendo rinominata Neo-Minerva (ネオミネルバ?, Neo Mineruba). Dopo che Tartaros viene sgominata da Fairy Tail, Minerva cessa di rimanere sotto la tirannia del padre e di perseguire la rivalità con Elsa. Senza un posto dove tornare, Sting e Rogue la invitano a ritornare a Sabertooth, alla quale la maga fa ritorno nuovamente umana. È doppiata in giapponese da Kikuko Inoue e in italiano da Monica Gravina (ep. 166-189) e Emilia Costa (ep. 228+ e 100 Years Quest).

#### Altri
- Orga Nanagear (オルガ・ナナギア?, Oruga Nanagia)[144]: è un god slayer che produce scariche elettriche nere simili a quelle di Luxus Dreyar; è doppiato in giapponese da Masafumi Kimura e in italiano da Daniele Giuliani (ep. 157-202) .
- Rufus Lore (ルーファス・ロア?, Rūfasu Roa): un uomo che fa uso della magia Memory Make (記憶造形, メモリーメイク?, Memorī Meiku, lett. "plasma-memoria") per creare nuovi incantesimi basati sui propri ricordi[145]; è doppiato in giapponese da Tsubasa Yonaga e in italiano da Alberto Caneva (ep. 157-202).

### Crime Sorcière
Crime Sorcière (魔女の罪, クリムソルシエール?, Kurimu Sorushiēru, dal francese, "Crimine della strega") è una gilda indipendente formatasi durante i sette anni di assenza dei membri principali di Fairy Tail, bloccati sull'isola Tenro. Ha come obiettivi principali l'eliminazione di Zeref, sradicare la sua influenza malvagia e fermare chiunque cerchi di usare il suo potere per scopi malvagi. In un primo momento viene costituita illegalmente, dati i crimini commessi dai suoi membri e dall'evasione del suo fondatore Gerard di prigione, salvo essere accettata ufficiosamente dal Concilio della magia. Inizialmente è composta dai soli tre membri fondatori — Gerard Fernandez, Urrutia Milkovich e Meredy — spinti dalla loro volontà di espiare i loro misfatti passati. Dopo la partenza di Urrutia, la gilda recluta nelle sue file i passati seguaci di Brain da Oracion Seis come nuovi membri. Nell'epilogo della serie, tutti i membri della gilda ricevono la grazia dalla principessa Giada per il loro contributo apportato nella difesa del Regno dall'invasione dell'impero Alvarez.

#### Gerard Fernandez
Forzato a lavorare nella Torre del Paradiso come schiavo da un culto di adoratori di Zeref che ambisce a far rivivere il mago oscuro, Gerard Fernandez (ジェラール・フェルナンデス?, Jerāru Ferunandesu) stringe amicizia con l'undicenne Elsa Scarlett. Quando Urrutia Milkovich lo manipola rendendolo servitore di Zeref fingendo di essere lo spirito di questi, Gerard cambia atteggiamento con Elsa e prende in mano la costruzione della torre dopo la ribellione e la fuga dei prigionieri. A un certo punto, viene nominato membro del Concilio della magia e diventa anche uno del Sacro ordine dei dieci sotto le spoglie di Sieglein (ジークレイン?, Jīkurein), una proiezione psichica di sé stesso. Usando le tecniche della magia celeste (天体魔法?, Tentai Mahō), Gerard è capace di potenziare la propria velocità a livelli incredibili, volare e di produrre potenti attacchi energetici simili a vere e proprie meteore. Mascherato da gemello buono di Gerard, "Sieglein" inganna gli altri membri del Concilio e li convince a votare per l'utilizzo del cannone magico Eterion contro la torre, puntando in realtà all'assorbimento dell'enorme potere magico dell'arma per rendere operativa la costruzione. Cerca di sacrificare la vita di Elsa per far reincarnare Zeref, ma uccide il loro amico Shimon schieratosi per difendere la maga e ingaggia un duello contro Natsu Dragonil. Viene sconfitto in seguito dal dragon slayer, dopo che questi mangia parte dell'energia residua dell'Eterion e attiva involontariamente la modalità Dragon Force, e ritenuto morto ucciso dalla distruzione della torre, che collassa per l'enorme potere magico sul punto di esplodere.
Viene poi ritrovato vivo da Oracion Seis e fatto risvegliare per servire la gilda oscura, ma soffre di amnesia e rimane sconvolto nel venire a conoscenza di ciò che ha commesso in passato da Elsa. Nonostante combatta insieme a Fairy Tail contro Seis per espiare le proprie colpe, Gerard viene arrestato dal Concilio della magia e imprigionato. Alla fine, riottiene i suoi ricordi e viene poi liberato poco prima della sua esecuzione da Urrutia e Meredy un anno dopo l'apparente distruzione dell'isola Tenro, che lo assistono nella creazione della gilda Crime Sorcière. Riconciliatosi con Elsa in seguito, la maga esprime i propri sentimenti anche se Gerard cerca di sviare l'argomento mentendo, ma mantiene viva la propria volontà di sostenerla. Recluterà in seguito gli Oracion Seis nella sua gilda insieme a Meredy. Resterà poi un alleato di Fairy Tail, sostenendo la gilda in tutte le battaglie successive, inclusa quella finale contro Zeref e Acnologia. Dopo la guerra verrà ufficialmente perdonato per i suoi crimini insieme al resto della sua gilda. 
Mentre Elsa, Natsu e gli altri sono impegnati nella missione dei cento anni, Gerard è sulle tracce di Faris, la maga bianca, ritenendola una figura molto pericolosa. Viene poi posto sotto il controllo di quest'ultima con la magia bianca, prima di essere salvato insieme al resto di Fairy Tail e tornare se stesso, aiutando Fairy Tail durante la missione per sterminare il drago divino del legno. Aiuta in seguito Elsa e gli altri affrontando il redivivo God Serena, riportato in vita come bambola alchemica, e dopo un duro combattimento riesce a distruggerlo. Si congeda poi da Elsa chiedendole di mettere una buona parola per lui, poiché intende diventare un mago di Fairy Tail, cosa che rende la ragazza molto felice.
Hiro Mashima ha creato Gerard come un'"auto-parodia" della sua precedente serie Rave Master, modellando l'aspetto del personaggio su quello di Sieg Hart. Dopo aver fatto risvegliare Gerard, Mashima ha rivelato di non sapere quale direzione far prendere al personaggio, esprimendo di aver ipotizzato tre differenti soluzioni per il suo sviluppo. È doppiato in giapponese da Daisuke Namikawa e in italiano da Emiliano Coltorti.

#### Urrutia Milkovich
Durante la sua infanzia, Urrutia Milkovich (ウルティア・ミルコビッチ?, Urutia Mirukobitchi, il nome sta per "lacrime di Ur") è stata affidata ad un gruppo di ricercatori magici da sua madre Ur per curarla da una malattia. È stata sottoposta a esperimenti non etici e ha creduto di esser stata abbandonata dalla madre, quando in realtà i ricercatori hanno mentito a Ur dicendole che la figlia era morta per potersela tenere come cavia. Portata via da Hades, Urrutia entra in seguito a far parte di Grimoire Heart per modificare la propria magia con il potere di Zeref per viaggiare nel passato e vendicarsi della madre. Successivamente, Urrutia guadagna infamia come capo dei sette fratelli del Purgatorio e adotta Meredy. Come parte del piano di Grimoire Heart, manipola la mente di Gerard Fernandez e lo rende un servo del mago oscuro, fingendo lealtà nei suoi confronti in qualità di membro del Concilio della magia. Sull'isola di Galuna aiuta Leon Bastia sotto le mentite spoglie di Zalty (ザルティ?, Zaruti) a compiere il rituale delle lacrime di luna per risvegliare Deliora.
Più tardi, Urrutia e Meredy catturano Zeref sull'isola Tenro e le due cercano si scappare con il mago oscuro. Alla fine, Urrutia realizza la verità riguardo a sua madre mentre duella contro Gray Fullbuster, spingendola ad aiutare Fairy Tail a sconfiggere il master Hades e a lasciare Grimoire Heart con Meredy. Sette anni dopo, quando il Rogue Cheney del futuro usa il portale Eclissi per orchestrare un attacco da parte dei draghi del passato, Urrutia medita di uccidere il Rogue del presente per far scomparire quello del futuro. Tuttavia, decide poi di recitare l'incantesimo del tempo proibito Last Ages (ラストエイジス?, Rasuto Eijisu), con il quale riesce a far tornare indietro il tempo di un solo minuto, ma permette ai diversi maghi alleati di prevedere le mosse dei draghi nemici e di evitare la morte certa in un momento critico della battaglia. L'incantesimo comporta però una riduzione della vita del suo utilizzatore e Urrutia si ritrova quindi trasformata rapidamente in una donna anziana; lascia quindi la gilda, facendo credere loro di esser stata uccisa nell'attacco dei draghi. Un anno dopo, aiuta i maghi di Mermaid Heel e Lamia Scale nella battaglia contro l'impero Alvarez, generando una proiezione di sé stessa da giovane; aiuta Wendy e Sheria ad affrontare la spriggan DiMaria, sbloccando il potenziale completo della god slayer mediante la tecnica della Third Origin. È doppiata in giapponese da Miyuki Sawashiro e in italiano da Valeria Vidali (ep. 2-201) e Sara Giacopello (ep. 230+ e 100 Years Quest).

#### Meredy
Adottata e cresciuta da Urrutia Milkovich come sopravvissuta alla distruzione della sua città natale, Meredy (メルディ?, Merudi), il cui nome è stato traslitterato come "Meldy" nel doppiaggio inglese dell'anime, diventa una dei sette fratelli del Purgatorio di Grimoire Heart. Utilizza la Lost Magic Magilty Sense (マギルティ＝センス?, Magiruti-Sensu) per sincronizzare i sensi fisici e le emozioni di due o più persone tra loro e l'incantesimo Magilty Sodom (マギルティ＝ソドム?, Magiruti-Sodomu) per produrre lame di luce che vanno ad agire direttamente sulla sensazione di dolore dell'obiettivo. Partecipa alla caccia della sua gilda in cerca dei membri di Fairy Tail sull'isola Tenro, rendendo Gray Fullbuster suo obiettivo principale, incolpandolo di aver ferito Urrutia con la morte di Ur. Dopo aver duellato con Lluvia Loxar sino a giungere ad una situazione di stallo, Meredy cerca di suicidarsi per uccidere Gray mediante il suo collegamento sensoriale, ma Lluvia riesce a convincerla a non farlo per il bene di Urrutia. Meredy viene a sapere in seguito del ruolo di Urrutia nella distruzione della sua casa natale dal suo compagno di gilda Zancrow. Dopo aver salvato Urrutia dal tentativo di suicidio, Meredy lascia Grimoire Heart insieme a lei. Sempre insieme a Urrutia, fa evadere di prigione di Gerard e lo segue nelle operazioni di Crime Sorcière. Mashima ha progettato il personaggio di Meredy per essere il più debole dei sette fratelli ed è rimasto sorpreso di come sia diventato "estremamente popolare" tra i lettori più giovani della serie. Ha affermato in seguito che il nome del personaggio "lo ha pensato d'istinto", salvo realizzare a posteriori che è lo stesso nome di un personaggio di un vecchio RPG cui era solito giocare. È doppiata in giapponese da Saori Gotō e in italiano da Veronica Puccio (ep. 101-200) e Flaminia Fegarotti (ep. 238+). 

### Mermaid Heel
Mermaid Heel (人魚の踵?, Māmeido Hīru) è una gilda del regno di Fiore composta esclusivamente da maghe. I suoi membri principali prendono parte al Gran Palio della Magia sette anni dopo l'inizio della narrazione, giungendo tra le prime otto finaliste. Terminata la competizione, collabora con le altre gilde del regno nella difesa dall'attacco dei sette draghi giunti dal passato attraverso il portale Eclipse e l'anno seguente assiste Fairy Tail nella difesa del continente di Ishgar dall'invasione dell'Impero Alvarez. Le uniche maghe apparse sono state le partecipanti al Gran Palio.

#### Kagura Mikazuchi
Kagura Mikazuchi (カグラ·ミカヅチ?, Kagura Mikazuchi) è la maga più forte della gilda ed è una spadaccina dal carattere serio e calmo, che nutre un odio profondo nei confronti di Gerard Fernandez per aver ucciso suo fratello Shimon, in occasione dell'incidente della Torre del Paradiso. Conosciuta la verità su di lui da Elsa Scarlett in occasione del Gran Palio della Magia, comincia gradualmente a cambiare atteggiamento nei suoi confronti. Kagura è capace di utilizzare la magia di alterazione gravitazionale, che le consente di aumentare o diminuire la forza di gravità in un'area circoscritta, e combatte utilizzando una katana chiamata Archenemy, che sguaina solo contro gli avversari più temibili. È doppiata in giapponese da Saori Hayami e in italiano da Francesca Manicone (ep. 157-223) e Patrizia Salerno (ep. 263+ e 100 Years Quest).

#### Miriana
Miriana (ミリアーナ?, Miriana) è un'amica d'infanzia di Elsa dalle sembianze piuttosto feline. Dal carattere molto allegro, adora i gatti al punto da comportarsi come loro talvolta. Rimasta prigioniera e schiava presso la Torre del Paradiso, in seguito alla sconfitta di Fernandez decide di partire alla scoperta del mondo, finendo poi per unirsi alla gilda Mermaid Heel per poter cercare di soddisfare la propria vendetta nei confronti di Gerard. Al Gran Palio della Magia, viene a conoscenza da Urrutia ed Elsa della verità riguardante Gerard, ovvero che sia stato in realtà manipolato, mettendo così fine al proprio rancore nei suoi confronti. Miriana utilizza la magia delle corde, attraverso la quale è in grado di generare delle corde da scagliare contro i nemici per attaccare oppure per immobilizzarli. È inoltre molto abile nei combattimenti corpo a corpo, durante i quali sfodera le proprie unghie lunghe come arma per ferire l'avversario. È doppiata in giapponese da Yukiyo Fujii e in italiano da Francesca Rinaldi (ep. 33-223).

#### Altre
- Beth Vanderwood (ベス·バンダーウッド?, Besu Bandāuddo): maga utilizzante la magia delle verdure con la quale attacca mediante l'uso degli ortaggi; è doppiata in giapponese da Rie Murukawa e in italiano da Vittoria Bartolomei (ep. 157-199).
- Arania Web (アラーニャ·ウェブ?, Arānya Webu): maga capace di generare fili di ragnatela da scagliare contro i nemici; è doppiata in giapponese da Harumi Sakurai e in italiano da Giò Giò Rapattoni (ep. 158-199).
- Risley Law (リズリー·ロー?, Rizurī Rō): maga che fa uso della magia di alterazione gravitazionale, appresa dalla compagna di gilda Kagura, con la quale può anche manipolare il proprio aspetto e rendersi più o meno corpulenta; è doppiata in giapponese da Miki Narahashi e in italiano da Ilaria Giorgino (ep. 158-199).

## Miscellanea

### Concilio della magia

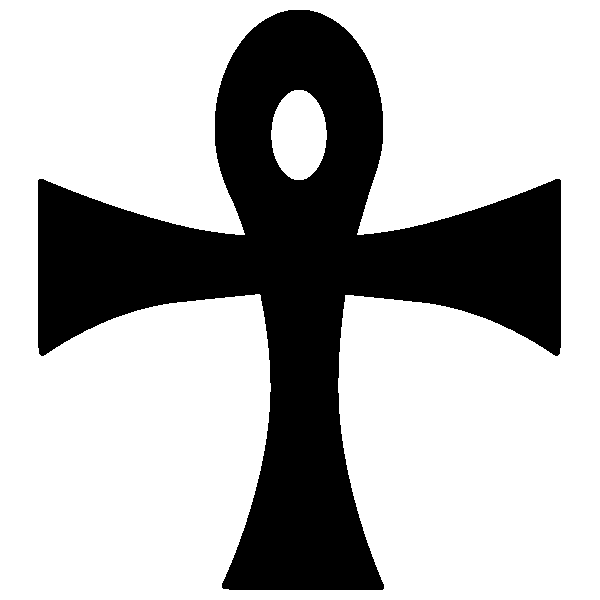
Il simbolo del Consiglio della magia

Il Concilio della magia (魔法評議院?, Mahō Hyōgiin), chiamato anche "Consiglio della magia" nell'edizione italiana del manga, è un'organizzazione che amministra le gilde legalmente riconosciute presenti nel continente di Ishgar. Inizialmente capeggiato da Crawford Seam (クロフォード・シーム?, Kurofōdo Shīmu), i membri del concilio nutrono poca tolleranza nei confronti delle tattiche tendenti a causare danni di Fairy Tail, nonostante il loro ruolo attivo nel neutralizzare criminali e mostri che minacciano la pace di Ishgar. Tra i membri del concilio figurano Gerard Fernandez e Urrutia Milkovich, due dei più giovani presenti. Altro membro è Yajima (ヤジマ?), amico di lunga data di Makarov Dreyar che cerca di intervenire per difendere Fairy Tail nelle discussioni con gli altri consiglieri. Tra i vari altri partecipanti al consiglio vi sono: Org (オーグ?, Ōgu), Michelo (ミケロ?, Mikero), Leiji (レイジ?, Reiji) e Belno (ベルノ?, Beruno). Dopo che Gerard e Urrutia portano alla disgregazione del Concilio sfruttandoli per poter utilizzare il supercannone Eterion per attivare la Torre del Paradiso, il consiglio viene riformato sotto la guida di Gran Doma (グラン・ドマ?, Guran Doma) e si adotta un atteggiamento più duro nei confronti delle gilde. Tra i membri del consiglio riformato vi sono Lahar (ラハール?, Rahāru), un ufficiale alla guida di una delle unità di custodia dei Cavalieri della Runa, e Mest Gryder, che agisce sotto il ruolo di copertura Doranbalt. Sette anni dopo l'inizio della narrazione, Crawford tradisce il concilio e informa Tartaros dell'esistenza di Face, una rete intercontinentale di bombe sviluppate per cancellare la magia da Fiore in caso di estrema necessità. Tartaros assassina la maggior parte dei membri attuali e passati del consiglio, tre dei quali servono come "chiavi" inconsapevoli per l'attivazione di Face; Crawford viene in seguito ucciso dopo aver sostituito Gerard come ultima chiave necessaria. I seggi vaganti del consiglio vengono in seguito occupati dal Sacro Ordine dei Dieci. Durante l'anno in cui Fairy Tail rimane sciolta, Gajil Redfox, Panther Lily e Levy Mac Garden fanno parte del consiglio come ufficiali di custodia.

#### Sacro Ordine dei Dieci
Il Sacro Ordine dei Dieci (聖十大魔導?, Seiten daimadō) è un gruppo di maghi nominati dal Concilio per le loro grandi capacità dimostrate nell'utilizzo della magia e per la loro notevole forza di gran lunga superiore a quella di un mago medio. Oltre a Makarov Dreyar, God Serena e Jura Neekis ne fanno parte:
- Draculos Hyberion (ドラキュロス・ハイベリオン?, Dorakyurosu Haiberion), un mago vampiresco in grado di paralizzare una persona semplicemente indicandola;
- Wolfheim (ウルフヘイム?, Urufuheimu), un uomo di bassa statura capace di trasformarsi in un mostro di grandi dimensioni;
- Warrod Sequen, ex membro di Fairy Tail capace di manipolare la vegetazione.

### Dragon slayer
I Dragon Slayer (滅竜魔導士?, Doragon Sureiyā) sono una tipologia particolare di maghi utilizzante la magia del Dragon Slayer (滅竜魔法?, Metsuryū mahō), antica abilità capace di abbattere i draghi creata da Irene Belserion. Nonostante la loro magia sia destinata a sconfiggere i draghi, sono proprio questi gli unici in grado di insegnare tale magia. Le magie si differenziano inoltre per elemento specifico su cui sono incentrate, come il fuoco o l'aria, e i possessori di questi poteri possono cibarsi di tale elemento. I maghi cacciatori di draghi posseggono inoltre dei sensi estremamente sviluppati. Con il passare del tempo, la magia dei dragon slayer causa una graduale mutazione del mago umano in drago mediante un processo di "dragonificazione", scaturito dalla formazione di un "seme di drago"; tale fenomeno può essere scongiurato solo grazie ad un'arte segreta eseguita dai draghi che consente loro di entrare nell'anima dell'umano e generare anticorpi in grado di contrastare la metamorfosi. Con il crescere della propria forza, i dragon slayer sviluppano inoltre una grave forma di chinetosi. I possessori della magia da dragon slayer possono raggiungere uno stadio avanzato, denominato "Dragon Force" (竜の力?, Dōragon Fōsu), con la quale assumono caratteristiche corporee che li rende più simili a veri draghi, oltre a sviluppare maggiori capacità offensive. È considerato l'aspetto definitivo dei dragon slayer ed è lo stato in cui raggiungono un livello di potenza equivalente a quella di un drago.
I dragon slayer sono suddivisibili in cinque "generazioni". I maghi Natsu Dragonil, Gajil Redfox, Wendy Marvel, Acnologia e Irene Belserion appartengono alla prima e sono coloro che hanno appreso la loro magia da un drago protettore e possono raggiungere lo stadio di Dragon Force tramite un duro allenamento o dopo aver mangiato un elemento differente dal proprio. I membri della cosiddetta "seconda generazione" hanno invece appreso le proprie abilità mediante l'inserimento nel proprio corpo di una lacrima di drago, un catalizzatore magico che consente loro di assumere le abilità della prima generazione; tra loro figurano Luxus Dreyar, Cobra e God Serena, il quale rappresenta un caso speciale controllando il potere di ben otto elementi diversi.
I dragon slayer di terza generazione costituiscono una vera e propria unione delle prime due: imparano la suddetta magia da un drago e si sono fatti impiantare nel proprio corpo una lacrima di drago. A dispetto della prima generazione, possono assumere la modalità "Dragon Force" a piacere; ne fanno parte i maghi Sting Eucliffe e Rogue Cheney. I dragon slayer di quarta generazione sono esseri artificiali creati con una lacrima di drago o puro potere magico, che conferisce loro un'immensa forza, velocità, potenza; essendo automi, sono in grado di combattere indefinitamente fino a quando la loro fonte di energia non viene distrutta. I dragon slayer di quinta generazione sono quelli che ottengono i loro poteri divorando la carne di un drago o di un altro dragon slayer, infatti sono conosciuti come Dragon Eaters (ド ラ ゴ ン イ ー タ ー?, Doragon Ītā); sono l'unica generazione di dragon slayer che non soccombono alla chinetosi rispetto alle generazioni precedenti, inoltre non possono effettuare la Dragon Force perché ciò comporterebbe la trasformazione temporanea in un drago; ne fanno parte i maghi della gilda Diabolos.

### Spiriti stellari
Gli spiriti stellari (星霊?, seirei) sono esseri che hanno siglato un contratto con i maghi degli spiriti stellari per essere richiamati mediante delle chiavi magiche, note come "chiavi dei portali", e combattere per loro o eseguire altri compiti. Sono governati dallo spirito più potente chiamato Re degli spiriti stellari (星霊王?, Seireiō) — doppiato da Norio Wakamoto — e ciascuno ha un nome basato su una delle 88 costellazioni moderne. Sono immortali e possiedono vari poteri magici e abilità, ma perdono la propria energia vitale rimanendo troppo a lungo fuori da loro regno d'origine: maggiore è la quantità di tempo, maggiore è il rischio che la permanenza diventi fatale per loro.
Nell'anime, l'attivazione del portale Eclissi al termine del Gran Palio della Magia ha influenzato il mondo degli spiriti stellari, modificando l'aspetto e/o il carattere dei suoi abitanti e generandone così delle versioni "eclissate". Al contrario della sua controparte, il re degli spiriti stellari eclissato è assetato di potere, al punto da sconfiggere e voler assimilare gli spiriti stellari dello zodiaco per incrementare la propria potenza. È l'arrivo di alcuni membri di Fairy Tail, di Yukino Aguria e di alcuni membri dell'esercito del Regno di Fiore a risolvere la situazione, riportando gli spiriti al loro stato originale.

#### Spiriti delle chiavi d'argento
Numerosi spiriti sono richiamabili utilizzando delle chiavi d'argento acquistabili.
- Nicola (ニコラ?, Nikora): una razza di spirito "cane" tenuto dai maghi degli spiriti stellari come animaletto domestico[208]; Lucy tiene un Nicola che chiama Plue (プルー?, Purū) e doppiato da Saori Gotō.
- Horologium (ホロロギウム?, Hororogiumu)[199]: è uno spirito a forma di pendolo che può ospitare temporaneamente al suo interno due persone al massimo per proteggerle o curarle ed è doppiato Masaki Kawanabe (giapponese) e Vladimiro Conti (italiano).
- Lyra (リラ?, Rira): è una ragazza spirito suonante una lira magica in grado di allietare l'animo delle persone[209]; è doppiata da Megumi Nakajima.
- Crux (クルックス?, Kurukkusu): è uno spirito anziano con la testa e i baffi a forma di croce, capace di eseguire approfondite ricerche d'informazioni sul mondo magico dando la falsa impressione di essere addormentato mentre la esegue[205]; è doppiato da Masafumi Kimura e Corrado Conforti (italiano).
- Caelum (カエルム?, Kaerumu): è uno spirito composto da svariate armi da cui può emettere raggi laser e con cui può alterare il proprio aspetto offensivo[210].
- Pyxis (ピクシス?, Pikushisu): è uno spirito a forma di bussola, capace d'indicare la direzione ricercata da colui che lo richiama[211].
- Polaris (ポラリス?, Porarisu): uno spirito esclusivo della serie animata ricoperto completamente di acciaio lucido rosa capace d'incrementare la propria forza bevendo un liquido particolare[212].
- Deneb (デ ネ ブ?, Denebu): uno spirito esclusivo dell'anime capace di scagliare fulmini[212]; è doppiato da Taishi Murata.

#### Spiriti dello zodiaco
Ci sono anche dodici chiavi d'oro che richiamano gli spiriti più forti basati sulle costellazioni dello Zodiaco, tra i quali vi è Leo, la vera forma di Loki.
- Aquarius (アクエリアス?, Akueriasu): è una sirena dai modi schietti e alquanto irascibile che utilizza un'urna per rilasciare un'enorme massa d'acqua sul proprio obiettivo[179]; è doppiata da Eri Kitamura (giapponese) e Laura Cosenza, Sara Labidi(forma Eclipse) (italiano).
- Taurus (タウロス?, Taurosu): è un minotauro pervertito dotato di una forza incredibile, che maneggia un'enorme ascia a doppia lama da battaglia[208]; è doppiato da Eiji Sekiguchi (giapponese) e Lucio Saccone e Saverio Indrio (italiano).
- Cancer (キャンサー?, Kyansā): è un parrucchiere umanoide con sei chele di granchio fuoriuscenti dalla sua schiena[213], che termina tutte le sue frasi con "gamberetti" (エビ?, Ebi); è doppiato da Yoshimitsu Shimoyama (giapponese) e Guido Di Naccio (italiano).
- Virgo (バルゴ?, Barugo): è una donna masochista vestita da maid che scava rapidamente dei passaggi sottoterra[214]; è doppiata da Miyuki Sawashiro (giapponese) e Barbara Pitotti (italiano).
- Sagittarius (サジタリウス?, Sajitariusu): è un uomo alto indossante un costume da cavallo e possedente superbe abilità da arciere[215]; è doppiato da Masaki Kawanabe (giapponese) e Gerolamo Alchieri (italiano).
- Aries (アリエス?, Ariesu): è una timida e giovane donna con corna da pecora che evoca nuvole di lana da lanciare ai propri avversari[216]; è doppiata da Sayaka Narita (giapponese) e Ughetta d'Onorascenzo (italiano).
- Gemini (ジェミニ?, Jemini): sono due piccoli spiriti gemelli che copiano le sembianze e le abilità degli altri[217] e riescono anche a leggere le loro menti[140]. Sono doppiati da Yukiyo Fujii (Gemi, giapponese) e Kanami Sato (Mini, giapponese) e da Beatrice Margiotti (Gemi, italiano) e Ilaria Giorgino (Mini, italiano).
- Scorpio (スコーピオン?, Sukōpion): è un uomo dotato di una coda da scorpione a forma di cannone e producente raffiche di sabbia[216]; è doppiato da Daisuke Kishio (giapponese) e Massimo Aresu (italiano).
- Capricorn (カプリコーン?, Kapurikōn): è una capra antropomorfa e combattente di arti marziali vestito come un maggiordomo[191]; è doppiato da Takaya Kuroda (giapponese) e Stefano Alessandroni (italiano).
- Pisces (ピスケス?, Pisukesu): è una coppia di pesci madre-figlio che attacca i propri avversari insieme[218] e ciascuno dei due può assumere una forma umanoide[219]. Sono doppiati rispettivamente da Kanami Sato e Shohei Kajikawa e da Tiziana Avarista (italiano).
- Libra (ライブラ?, Raibura): è una danzatrice del ventre che manipola la gravità usando un paio di bilance[218]; è doppiata da Saori Gotō e Rossella Acerbo (italiano).

Esiste un altro spirito chiamato Ophiuchus (オフィウクス?, Ofiukusu), che assume la forma di un gigantesco serpente meccanico; considerato il "tredicesimo" spirito zodiacale, sorpassa gli altri dodici in potenza; è doppiata da Ilaria Latini (italiano).

### Edolas
Edolas (エドラス?, Edorasu, "Edras" nella prima edizione italiana) è un mondo parallelo che esiste in una dimensione differente da quella di Earthland, il mondo in cui è ambientato Fairy Tail. È abitato dalle controparti dei residenti di Earthland, ognuno con una personalità opposta o caratteristiche differenti come l'età o la specie. È anche il luogo natale di diversi personaggi della serie, tra cui la controparte di Gerard Fernandez Mist Gun e gli exceed, come Happy e Charle. Al contrario di Earthland, la magia è una risorsa limitata a Edolas e non può essere usata come abilità naturale dagli umani, che hanno sviluppato degli strumenti magici funzionanti mediante dei cristalli lacrima; i maghi di Earthland sono similmente capaci di usare la magia su Edolas soltanto dopo aver assunto una pillola speciale creata da Mist Gun per aggirare il problema.
Il regno è governato dal sovrano Faust (ファウスト?, Fausuto), padre di Mist Gun doppiato da Shinpachi Tsuji, che rifornisce di magia il proprio mondo usando il portale inter-dimensionale "anima" (アニマ?, anima), il quale assorbe il potere magico di Earthland e lo cristallizza in forma di lacrima. Una versione di Fairy Tail esiste anche su Edolas come gilda oscura a causa dell'abolizione delle organizzazioni di maghi per volere di Faust. Tra i vari membri che la compongono vi sono:
- Natsu Dragion (ナツ・ドラギオン?, Natsu Doragion), controparte timida di Natsu Dragonil ed esperto di veicoli della gilda[225], doppiato da Tetsuya Kakihara e Manuel Meli [82](italiano);
- Lucy Ashley (ルーシィ・アシュレイ?, Rūshii Ashurei), versione più "maschile" e aggressiva di Lucy Heartphilia, doppiata da Aya Hirano e Chiara Oliviero (italiano);
- Gray Surge (グレイ・ソルージュ?, Gurei Sorūju), una versione più vestita di Gray Fullbuster che nutre sentimenti non corrisposti nei confronti della controparte di Lluvia Loxar, doppiato da Daniele Raffaeli [82](italiano);
- una versione adolescente di Wendy Marvel[220] doppiata da Joy Saltarelli[82] (italiano).

Su Edolas a dare la caccia a Fairy Tail vi è la guardia reale, che vede tra le sue file Panther Lily, comandante della prima divisione. Oltre a lui figurano:
- Elsa Nightwalker (エルザ・ナイトウォーカー?, Eruza Naitowōkā): capo della seconda divisione e controparte spietata di Elsa Scarlett che maneggia una lancia capace di cambiare aspetto e ispirata alla spada Ten Commandments tenuta da Haru Glory in Rave - The Groove Adventure ed è doppiata da Sayaka Ōhara[222] e Eleonora Reti [82](italiano);
- Hughes (ヒューズ?, Hyūzu): guida della terza divisione che controlla le attrazioni del luna park al chiuso di Faust con un bastone[226] ed è doppiato da Eji Miyashita (giapponese) e Alex Polidori [82](italiano);
- Sugar Boy (シュガーボーイ?, Shugā Bōi): capo della quarta divisione maneggiante una spada che può trasformare ogni cosa in un liquido[226], doppiato da Yoshimitsu Shimoyama (giapponese) e Federico Viola (italiano);
- Byro (バイロ?, Bairo): capo della guardia reale che combatte utilizzando diverse pozioni magiche[227], doppiato da Takashi Matsuyama (giapponese) e Ambrogio Colombo [82](italiano). È affiancato Coco (ココ?, Koko), messaggera del regno e vice di Byro[228] doppiata da Rie Murakawa (giapponese) e Monica Volpe [82](italiano).

Dopo che i maghi di Earthland impediscono a Faust di sterminare gli Exceed usando una lacrima gigante formata dall'energia degli abitanti di Magnolia e si scontrano contro il mecha a forma di drago Dorma Anim (ドロマ・アニム?, Doroma Animu) guidato dal re, Mist Gun ripristina la città invertendo l'effetto di Anima e restituendo ad Earthland la magia rubata, rimuovendola invece del tutto e in maniera definitiva da Edolas.

#### Exceed
Gli Exceed (エクシード?, Ekushīdo) sono una razza di gatti antropomorfi originari di Edolas e guidati dalla chiaroveggente regina Shagotte (シャゴット?, Shagotto), doppiata da Yui Horie (giapponese) e Giò Giò Rapattoni (italiano). Risiedenti su un'isola volante chiamata Extalia (エクスタリア?, Ekusutaria), sono i soli abitanti di Edolas a possedere la magia come abilità naturale, che usano per crearsi delle ali e quindi volare mediante l'uso dell'incantesimo Aera. Per questa ragione, sono visti come degli angeli da parte degli umani di Edolas, con Shagotte considerata una dea che giudica gli umani. La maggior parte della popolazione degli Exceed prova sdegno nei confronti degli umani, cacciando via qualunque abitante che simpatizza per loro o ignora gli ordini della regina. Nonostante questo, in realtà sono una razza debole con una storia fatta di abusi da parte degli umani alle spalle e la "divinità" che li governa è uno stratagemma pensato dalla corte di Shagotte per proteggere gli abitanti di Extalia. Prima di nascere, le uova di Happy and Charle sono state inviate su Earthland insieme ad altre 98 con l'obiettivo di cacciare e uccidere i dragon slayer, salvo poi rivelarsi una finta missione di copertura per permettere l'evacuazione da Extalia dei più piccoli avendo la regina previsto la fine dell'isola con la scomparsa della magia da Edolas. L'intera razza degli Exceed viene trasportata su Earthland dopo che Mist Gun inverte il potere di anima e, compresi i propri errori nel giudicare gli umani, decidono di vivere in armonia con loro mettendosi alla ricerca dei piccoli Exceed inviati in passato.
A elaborare il piano di mantenere viva la percezione di Shagotte come dea è stato il gruppo dei quattro anziani di Extalia, composto da Muganto (ムガント?), Misdroy (ミスデロイ?, Misuderoi), Mejeer (メジール?, Mejīru) e Martam (マルタム?, Marutamu). Al di sotto della regina vi stanno poi il capo della guardia reale Nichiya e il ministro di stato Nadi (ナディ?), un Exceed nero con l'abitudine di continuare a muovere il proprio braccio destro senza mai fermarsi e doppiato da Kazuma Horie. Tra i vari abitanti di Extalia figurano anche i genitori di Happy, Lucky (ラッキー?, Rakki) e Marl (マール?, Maru), i quali hanno deciso di vivere in un'isoletta sottostante Extalia dopo che viene sottratto loro l'uovo del figlio, iniziando così a dubitare delle azioni della regina. Sono doppiati rispettivamente da Tomokazu Seki e Ayako Kawasumi.

### Zentopia
Zentopia è un'organizzazione religiosa attiva nel Regno di Fiore e presente esclusivamente della serie anime. Alla sua guida vi sta l'Arcivescovo (大司教?, Daishikyō), un uomo gentile ben disposto a far del bene per il prossimo, doppiato da Masafumi Kimura. In passato un cardinale di Zentopia, Will Neville (ウィル·ネビル?, Uiru Nebiru), condusse ricerche sull'orologio infinito e scrisse il libro "La chiave del cielo stellato", tramandando ai propri seguaci la magia degli spiriti stellari e a loro insaputa lanciò ad essi una magia basata sul collegamento organico, con la quale avrebbero potuto controllare l'orologio. Attratto dal potere dell'orologio infinito, nel presente il cardinale Lapointe (ラポワント?, Rapowanto) — doppiato da Tetsu Inada — coopera in segreto con la gilda oscura Oracion Seis, facendo liberare tutti i membri ad eccezione del master Brain dalla prigione. Sfruttando la propria carica, fa recuperare con l'inganno alla Legion i pezzi dell'orologio infinito e catturare Lucy Heartphilia, rivelandosi poi in seguito essere una bambola manovrata da Midnight. Mediante la telecinesi, controlla inoltre l'arcivescovo per avere pieno potere sull'organizzazione. Sconfitti gli Oracion Seis e distrutto l'orologio infinito salvando Lucy, l'arcivescovo di Zentopia dichiara che l'organizzazione intraprenderà un cammino per rimediare agli errori e rendersi migliore di quanto non lo sia stata.

#### La Legion
L'unità Legion è un gruppo di maghi-guerrieri al servizio della chiesa di Zentopia, esclusiva della serie animata. Il loro scopo è quello di proteggere l'orologio infinito e di sconfiggere tutti coloro che vengono considerati dei peccatori. La missione si rivela in seguito tuttavia essere un inganno ordito dal cardinale Lapointe e dagli Oracion Seis per impossessarsi dell'orologio infinito e sfruttarne le capacità. Scoperta la verità, la Legion coopera con Fairy Tail per sconfiggere i nemici e distruggere l'orologio infinito. Alcuni membri di questa organizzazione sono la controparte di un abitante del mondo parallelo di Edolas apparso nel fumetto originale e nella serie animata durante l'arco narrativo dedicato.
A capo di tale organizzazione vi è Byro Cracy (バイロ·クラシー?, Bairo Kurashi), un uomo alquanto impassibile capace di annullare le magie dei propri avversari, doppiato da Takashi Matsuyama e Ambrogio Colombo. Altri membri sono:
- Sugarboy (シュガ-ボ-イ?, Shugābōi), controparte del Sugarboy di Edolas, nonché uomo portante un ciuffo lungo alla Elvis Presley e abiti dallo stile tipico degli anni settanta che fa uso di una magia che gli consente di manipolare il muco rilasciato dal proprio corpo ed è doppiato da Yoshimitsu Shimoyama e Federico Viola;
- Mary Hughes (マリーヒューズ?, Mari Hyūzu), una donna rappresentante la versione di Earthland di Hughes che utilizza una bacchetta per esercitare una magia che controlla i suoi avversari, manipolandone i movimenti, ed è doppiata da Shiori Izawa e Sara Ferranti;
- Coco (ココ?, Koko), ragazza dal carattere deciso e grintoso, controparte della Coco di Edolas, che è in grado correre molto velocemente al punto da poter scalare senza problemi le pareti ed è doppiata da Rie Murakawa e Monica Volpe;
- Dan Straight (ダン·ストレイト?, Dan Sutoreito), giovane indossante un'armatura capace di assorbire gli attacchi avversari e utilizzante una lancia con cui può modificare la dimensione delle cose, doppiato da Yasuyuki Kase e Gabriele Patriarca;
- Samuel (サミュエル?, Samyueru), Exceed azzurro chiaro che porta sempre con sé un libro per effettuare i calcoli, dotato di ottima forza fisica come Phanter Lily e di grandi capacità strategiche e intellettive, riuscendo anche a prevedere i movimenti degli avversari, e doppiato da Yūya Uchida e Stefano Onofri;
- Guttman Kubrick (ガットマン·キューブリック?, Gattoman Kyūburikku), strana creatura verde che sostituisce temporaneamente Coco su ordine di Lapointe, soprannominato Guttman il pulitore (掃除人のガットマン?, Sōjinin no Gattoman) e doppiato da Takashi Matsuyama.

### Regno di Fiore
Il Regno di Fiore (フィオーレ王国?, Fiōre Ōkoku) è una nazione situata nel continente di Ishgar che funge da ambientazione principale delle vicende di Fairy Tail. Il suo sovrano è Toma E. Fiore (トーマ・E・フィオーレ?, Tōma Ī Fiōre), doppiato da Keiji Fujiwara e che in incognito veste i panni di "Mato" (マトーくん?, Matō-kun), la zucca mascotte del Gran Palio della Magia, torneo che si svolge ogni anno nella capitale del regno, Crocus. La principessa Giada E. Fiore (ヒスイ・E・フィオーレ?, Hisui Ī Fiōre, hisui (翡翠) significa giada), figlia di Toma e doppiata da Suzuko Mimori e Giulia Franceschetti (italiano), organizza il riservato "Piano Eclissi" per viaggiare indietro nel tempo mediante l'utilizzo del portale Eclissi creato da Zeref e ucciderlo nel passato quando non era ancora immortale. A partecipare al piano di Giada sono Arcadios (アルカディオス?, Arukadiosu), capitano del Sacro ordine di cavalleria dei fiori di ciliegio che pubblicamente finge di essere la vera mente del piano per proteggere la principessa, e il ministro della difesa Darton (ダートン?, Dāton), il quale si oppone al piano in un primo momento per le ramificazioni che si sarebbero potute generare sulla linea del tempo. Arcadios è doppiato da Takaya Kuroda (giapponese) e Massimiliano Virgilii (italiano), mentre Darton da Yoshihisa Kawahara.
Al servizio del regno vi è inoltre l'Ordine dei lupi affamati (餓狼騎士団?, Garō Kishidan), un'unità indipendente incaricata di giustiziare i prigionieri nel labirinto sotterraneo del palazzo reale Mercurius, situato a Crocus.
- Kama (カマ?): il capo del gruppo, è un uomo dal volto coperto da una maschera di ferro che combatte maneggiando due falci[219]; è doppiato da Yūya Uchida.
- Cosmos (コスモス?, Kosumosu): è una ragazza attratta dalle cose "bellissime" e padroneggiante una magia che le permette di creare piante carnivore micidiali e in grado di emanare spore per soffocare gli avversari[234]. È doppiata da Nao Tamura e Virginia Brunetti (italiano).
- Kamika (カミカ?): è una donna vestita con un kimono violaceo e compagna di squadra di Cosmos, che combatte manipolando la carta e rendendola speciale legandola ad un potere elementare come il fuoco o il ghiaccio. È doppiata da Eriko Matsui e Roisin Nicosia (italiano).
- Uosuke (ウオスケ?): è un uomo dall'aspetto buffo portante sempre con sé due bandiere, capace di manipolare il terreno attorno a sé attribuendogli proprietà di vario genere, come l'aumento della gravità o la trasformazione in lava e ghiaccio. È doppiato da Ayumu Murase e Mirko Mazzanti (italiano).
- Neppa (ネッパー?, Neppā): è un uomo di grande stazza dall'aspetto tipico di un motociclista e capace di generare dell'acido magico che scioglie qualsiasi cosa; è doppiato da Kenta Matsumoto.

L'aspetto per Giada e dei membri dell'Ordine dei lupi affamati, capo escluso, sono stati mandati dai lettori come parte di un concorso di character design nel libro Chotto Moorimashita, con l'aspetto di Giada dichiarato vincitore.

### Draghi del portale Eclissi
In occasione del Gran Palio della Magia tenutosi al termine dei sette anni di assenza dei principali membri di Fairy Tail bloccati sull'isola Tenro, una controparte futura di Rogue Cheney giunge nel presente con l'intento di richiamare quanti più draghi possibili dal passato attraverso l'utilizzo del portale magico temporale Eclissi e comandarli per poter uccidere Acnologia e cambiare il destino del suo futuro. Soltanto sette draghi riescono a passare il cancello, prima che le maghe degli spiriti stellari Lucy Heartphilia e Yukino Aguria riescano a richiuderlo rapidamente una volta scoperti i piani di Rogue, il quale ha ingannato la principessa Giada per convincere le due maghe ad aprirlo con l'intento di sfruttare il portale come arma per sconfiggere un'ondata di draghi che avrebbero attaccato la capitale. I sette draghi fanno ritorno nella loro epoca nel momento in cui il portale Eclissi viene distrutto nel combattimento tra Natsu e Rogue, rendendo quindi impossibile la partenza di Rogue nel futuro e i suoi piani.

#### Atlas Flame
Atlas Flame (アトラスフレイム?, Atorasu Fureimu), conosciuto anche come "Il drago fiammeggiante" (炎竜?, Enryū) e "La fiamma eterna" (永遠の炎?, Eien no hono), possiede un corpo completamente avvolto dalle fiamme. Atlas nutre grande rispetto nei confronti di Igneel e decide di aiutare Natsu nel combattimento con Rogue dopo aver scoperto che il giovane è stato allevato proprio dal Re dei draghi di fuoco. Nel corso dei decenni, è divenuto la principale fonte di vita per il villaggio del sole e in seguito alla sua morte rimane come spirito a proteggere tale luogo. Dopo il Gran Palio, viene congelato da Silver Fullbuster che lo scambia per un demone, salvo poi essere salvato dall'intervento di Natsu che lo scongela. È doppiato da Takashi Matsuyama.

#### Motherglare
Ad assistere Rogue vi è invece Motherglare (マザーグレア?, Mazāgurea). È un drago dalle scaglie durissime di adamantine capace di generare uova magiche dalle quali fuoriescono altri draghi metallici più piccoli capaci di sparare raggi laser. È doppiato da Yoshimitsu Shimoyama.

#### Altri
- Scissor Runner (シザーランナー?, Shiza Ranna): è un drago violaceo con due enormi spine sul muso; è doppiato da Shūhei Sakaguchi.
- Zirconis (ジルコニス?, Jirukonisu): è un drago di color giada che ritiene inferiori gli umani e gli piace gustarsi gli umani — in particolare delle donne — privandoli dei propri abiti per umiliarli. È doppiato da Takaya Kuroda.
- Levia (リヴァイア?, Rivaia): è un drago possedente delle squame di pesce su alcune parti del suo corpo e padroneggiante l'acqua. Riceve come incarico la cattura del Rogue del presente, dato che non può essere ucciso, bensì protetto. È doppiato da Yoshihisa Kawahara.

### Sylph Labyrinth
Sylph Labyrinth (風精の迷宮, シルフラビリンス?, Shirufu Rabirinsu) è una gilda di cacciatori di tesori, della quale hanno fatto parte in passato Warrod Sequen, Yuri Dreyar e Purehito Gaebolg prima di lasciarla per fondare Fairy Tail insieme a Mavis Vermillion. Nel presente, tre membri giungono nel Villaggio del Sole con l'intento di ottenere la fiamma eterna ivi custodita, ma vengono sconfitti dai membri di Fairy Tail. Tali membri, unici conosciuti della gilda, sono:
- Hiroshi (ヒロシ?, Hiroshi), capo del gruppo e abile spadaccino[172], doppiato da Kenta Sasa;
- Drake (ドレイク?, Doreiku), un abile cecchino capace di sparare con il suo fucile in maniera da intercettare i colpi dello spirito stellare Sagittarius[172], doppiato da Taishi Murata;
- Lala (ララ?, Rara), uomo molto imponente che combatte usando un grande martello con grande destrezza[172], doppiato da Shinnosuke Ogami.

Nell'anime vengono mostrati tre ulteriori membri della gilda, che ne hanno fatto parte in passato: Hammer (ハンマー?, Hanma), combattente con un grande martello e portante una capigliatura afro, doppiato da Shinnosuke Ogami; Sword (ソード?, Sodo), abile spadaccino doppiato da Kenta Sasa; Sniper (スナイパー?, Sunaipā), notevole cecchino combattente con un fucile doppiato da Taishi Murata.

### Altri personaggi

#### Igneel
Igneel (イグニール?, Igunīru), il re drago di fuoco (炎竜王?, Enryūō), è il drago padre adottivo di Natsu Dragonil. Ha cresciuto Natsu sin dall'infanzia, insegnandogli le proprie lingua e cultura, nonché l'abilità di utilizzare la magia dragon slayer del fuoco. Quando Natsu assiste alla scomparsa di Igneel il 7 luglio X777, inizia a cercare il drago tra una missione e l'altra. La sua ricerca gli permette di incontrare altri dragon slayer che hanno subito una perdita analoga del proprio drago guardiano nello stesso giorno. Quattordici anni dopo la sparizione, quando Acnologia giunge sul campo della battaglia tra Fairy Tail e Tartaros, Igneel interviene nello scontro rivelando di esser stato racchiuso mediante una magia dentro il corpo di Natsu per tutto quel tempo, fatto avvenuto anche per gli altri draghi con i rispettivi bambini cresciuti, per il triplice intento di prevenire la loro trasformazioni in draghi come effetto collaterale della magia dei dragon slayer, aspettare il momento giusto per eliminare personalmente Acnologia dopo che i dragon slayer sarebbero divenuti pienamente "vaccinati" dalla "dragonificazione" e prolungare ulteriormente la vita di questi data la perdita delle proprie anime per Acnologia. Tuttavia, Igneel viene brutalmente ucciso da Acnologia e ascende ad un piano superiore dell'esistenza con i suoi compagni draghi per vegliare sull'umanità. Dopo la sua morte, cede inoltre a Natsu Dragonil la modalità speciale "Re del drago di fuoco" della magia dragon slayer. È doppiato da Hidekatsu Shibata.

#### Duca Ebaloo
Il duca Ebaloo (エバルー?, Ebarū) è un politico corrotto e signore assoluto della città di Shirotsume, al quale manca completamente il senso della bellezza ed è capace di usare sia la magia della terra che quella per maneggiare le chiavi degli spiriti stellari. Doppiato da Katsui Taira e Roberto Draghetti, in passato chiese allo scrittore Zekua Melon (ゼクア·メロン?, Zekua Meron) — doppiato da Shirō Go e Saverio Indrio — di scrivere una biografia su di lui e al suo rifiuto lo rinchiuse per tre anni costringendolo ugualmente a scriverla. Tale manoscritto fu tuttavia realizzato con la magia e può cambiare aspetto diventando un romanzo dedicato al figlio.
Inconsapevole di tutto ciò, nel presente il figlio Kaby Melon (カービィ·メロン?, Kabi Meron) — doppiato da Shirō Go e Vittorio De Angelis — dirama una missione poi accettata da Natsu e Lucy per recuperare il libro e distruggerlo. Per proteggere il libro dai maghi di Fairy Tail, Ebaloo ingaggia i Vanish Brothers (バニッシュブラザーズ?, Banisshu Burazāzu) una coppia di maghi mercenari della gilda Lupi del Sud (南の狼?, Minami no okami) possedenti un'arma capace di assorbire il fuoco e doppiati da Jun Konno (fratello maggiore) e Daisuke Endō (fratello minore) nell'edizione giapponese e da Davide Marzi (fratello maggiore) e Stefano Billi (fratello minore) in quella italiana. Sconfitto da Lucy, il duca viene arrestato dopo aver cercato senza successo il segreto del libro.

#### Isola di Galuna
L'isola di Galuna (ガルナ島?, Garuna tō) è un luogo al largo delle coste del Regno di Fiore nel quale è situato un villaggio popolato da demoni capaci di assumere a proprio piacimento le sembianze di esseri umani per poter essere più amichevoli con loro dato il loro aspetto estremamente diverso. Il villaggio è governato da Moka (モカ?), doppiato da Yoshimitsu Shimoyama e Franco Mannella. A causa del piano di Leon Bastia per risvegliare Deliora, i demoni iniziano a soffrire gli effetti collaterali dell'incantesimo delle lacrime di luna, portandoli a trasformarsi in esseri umani di giorno e a dimenticarsi del loro reale aspetto, assunto durante la notte e da loro creduto un maleficio della luna. L'arrivo di Natsu, Lucy e Gray sull'isola permette di interrompere i piani di Leon, ma è soltanto l'arrivo di Elsa Scarlett — giunta per recuperare i compagni di gilda giunti sull'isola per risolvere la maledizione senza permesso — a risolvere la situazione, che simula la distruzione della luna con l'intento di distruggere un alone magico che circonda l'isola e "maledice" i demoni. Altri abitanti dell'isola sono: Bobo (ボボ?), figlio dal capo villaggio e primo a recuperare la propria memoria allontanandosi dall'isola, doppiato da Daisuke Endo e Andrea Lavagnino; Lulu (ルル?, Ruru) è una giovane dell'isola che stringe per prima amicizia con i maghi di Fairy Tail, doppiata da Kanami Sato e Monica Vulcano.

#### Ur
Ur (ウル?, Uru) è la madre di Urrutia Milkovich e la maestra di Gray Fullbuster e Leon Bastia. È una rinomata maga capace di modellare il ghiaccio mediante la magia di creazione Ice Make, i cui poteri sono tali da renderla degna di far parte del Sacro ordine dei dieci. Prima d'incontrare Gray e Leon, Ur porta la propria figlia malata ancora bambina da un gruppo di ricercatori magici, nella speranza di poterle salvare la vita. Tali ricercatori le comunicano della morte della piccola, quando in realtà è ancora viva e hanno mentito per compiere esperimenti segreti non etici su di lei. Ur prende con sé Leon e Gray come suoi pupilli nel tentativo di andare avanti senza la propria figlia. Quando Gray cerca di uccidere l'Eterias Deliora, Ur sacrifica la propria vita per salvarlo eseguendo l'incantesimo proibito Iced Shell (絶対氷結, アイスドシェル?, Aisudo Sheru, i kanji si traducono letteralmente come "Congelamento assoluto"), trasformando così il proprio corpo in un blocco di ghiaccio per intrappolarvici per sempre il demone. Rimane viva in questa forma, finché Leon scioglie il ghiaccio con la magia delle lacrime di luna nel tentativo di risvegliare Deliora per poterlo sconfiggere e dimostrare di essere migliore della propria maestra, finendo con l'ucciderla sciogliendola nel mare come acqua. In seguito, quando Urrutia cade in mare mentre duella contro Gray, il fatto imprime nella mente della maga i ricordi della madre. Realizza quindi la verità riguardo alle menzogne raccontatele dai ricercatori riguardo al fatto che Ur l'abbia abbandonata quand'era ancora bambina. È doppiata da Miyuki Sawashiro e Daniela Calò (italiano).

#### Jude Heartphilia
Ricco uomo d'affari e presidente dello stimato gruppo industriale Heartphilia, Jude Heartphilia (ジュード・ハートフィリア?, Jūdo Hātofiria) è il padre di Lucy Heartphilia. Come Lucy, il suo nome è basato su una canzone del complesso Beatles — in questo caso "Hey Jude". Dopo la morte della moglie Layla, la relazione di Jude con Lucy inizia a disgregarsi, che s'interrompe poi con la fuga di Lucy da casa. In seguito alla fuga della figlia, recluta la gilda Phantom Lord per farla riportare a casa in modo da poter portare a termine un affare importante. Tuttavia, le sue azioni coinvolgono inavvertitamente Fairy Tail in una guerra tra gilde per proteggerla, portando così Lucy a troncare i rapporti con il padre. Non molto tempo dopo, Jude dichiara bancarotta e perde tutti i propri averi, iniziando quindi a lavorare per una gilda di mercanti e cercando di ricucire i rapporti con Lucy. Muore in seguito nell'ultimo dei sette anni di assenza della figlia bloccata sull'isola Tenro con i propri compagni di gilda, ma dimostra di amare e avere ancora a cuore la salute della propria figlia mandandole ogni anno per il suo compleanno qualche somma di denaro per l'affitto e dei regali. È doppiato da Banjō Ginga.

#### Layla Heartphilia
Layla Heartphilia (レイラ・ハートフィリア?, Reira Hātofiria) era la madre di Lucy Heartphilia e moglie di Jude Heartphilia. Di aspetto molto somigliante a quello della figlia e dal carattere gentile e premuroso, era una maga degli spiriti stellari, ai quali teneva molto. Nell'anno X764, a causa della propria salute debole, donò le sue tre chiavi d'oro dello zodiaco a tre dei suoi servi: Aquarius a Grammy, Cancer a Spetto e Capricorn a Zoldeo. Prima di consegnare la chiave di Capricorn, stipulò un ultimo patto con quest'ultimo con il quale sarebbe stato tenuto a proteggere la famiglia Heartphilia. Tempo dopo, una volta appreso il compito tramandatole per decenni dalla propria famiglia e voluto dalla sua antenata Anna Heartphilia e consistente nell'aprire il portale Eclissi, Layla decise di richiamare tutti i maghi degli spiriti stellari in possesso delle chiavi dello zodiaco per poterci riuscire. Tuttavia, non riuscì a contattare Grammy e decise di sostituite il potere di Aquarius con la propria energia vitale. A causa di tale sforzo, le sue condizioni si aggravarono ulteriormente e morì qualche tempo dopo. È doppiata da Aya Hirano.

#### Metallicana
Metallicana (メタリカーナ?, Metarikāna), detto anche "Il drago d'acciaio" (鉄竜?, Tetsuryū), è il drago padre adottivo di Gajil Redfox. Dal corpo di un grigio lucente e fatto di ferro e dal carattere alquanto egoista, insegna la magia dragon slayer d'acciaio al suo figlio adottivo e decide di inserirsi nel suo corpo per impedire il processo di dragonificazione e consentirgli di uscire allo scoperto insieme a Igneel e agli draghi protettori nel momento più opportuno per proteggere i giovani maghi. In occasione della battaglia contro Tartaros, insieme agli altri draghi esce allo scoperto per distruggere i Face, salvo poi scomparire rivelando che lui e gli altri draghi sono già morti da tempo e sono lì soltanto in forma di anima. È doppiato da Atsushi Imaruoka.

#### Grandine
Grandine (グランディーネ?, Gurandīne), soprannominata anche "Il drago celeste" (天竜?, Tenryu), è il primo drago femmina apparso ed è stata la madre adottiva di Wendy Marvel. Dal corpo bianco con alcune piume e dal carattere alquanto schietto, ha insegnato alla piccola maga la magia dragon slayer celeste e si è inserita poi nel suo corpo per impedire il processo di dragonificazione e consentirgli di uscire allo scoperto insieme a Igneel e agli draghi protettori nel momento più opportuno per proteggere i giovani maghi. In occasione della battaglia contro Tartaros, insieme agli altri draghi esce allo scoperto per distruggere i Face, salvo poi scomparire rivelando che lei e gli altri draghi sono già morti da tempo e sono lì soltanto in forma di anima. È doppiata da Shōko Tsuda.

#### Weisslogia
Weisslogia (バイスロギア?, Baisurogia), soprannominato anche "Il drago bianco" (白竜?, Hakuryū), è il drago padre adottivo di Sting Eucliffe. Dal corpo di colore bianco chiaro con piume, ali angeliche e due corna relativamente piccole che sporgono dalla sommità della testa. Dal carattere molto altruista, insegna la magia dragon slayer bianco al suo figlio adottivo e decide di inserirsi nel suo corpo per impedire il processo di dragonificazione e consentirgli di uscire allo scoperto insieme a Igneel e agli draghi protettori nel momento più opportuno per proteggere i giovani maghi. In occasione della battaglia contro Tartaros, insieme agli altri draghi esce allo scoperto per distruggere i Face, salvo poi scomparire rivelando che lui e gli altri draghi sono già morti da tempo e sono lì soltanto in forma di anima. È doppiato da Hiroki Yasumoto.

#### Skiadrum
Skiadrum (スキアドラム?, Sukiadoramu), soprannominato anche "Il drago d'ombra" (影竜?, Eiryū), è il drago padre adottivo di Rogue Cheney. A differenza della maggior parte degli altri draghi, è ricoperto di squame nere come la pece; in cima alla sua testa, ha due corna aguzze e occhi con pupille non visibili. Dotato di un animo gentile, insegna la magia dragon slayer d'ombra al suo figlio adottivo e decide di inserirsi nel suo corpo per impedire il processo di dragonificazione e consentirgli di uscire allo scoperto insieme a Igneel e agli draghi protettori nel momento più opportuno per proteggere i giovani maghi. In occasione della battaglia contro Tartaros, insieme agli altri draghi esce allo scoperto per distruggere i Face, salvo poi scomparire rivelando che lui e gli altri draghi sono già morti da tempo e sono lì soltanto in forma di anima.

#### Elefseria
Elefseria (エレフセリア?, Erefuseria) è un anziano e immortale dragon slayer, fondatore e primo master di Magia Dragon, la prima gilda di maghi di Earthland. Ha imparato da solo la magia del dragon slayer della legge (法の滅竜魔法?, Hō no Metsuryū Mahō), che gli dà potere sull'informazione, dandogli accesso a tutta la conoscenza del mondo magico. È il cliente di Fairy Tail per la missione dei 100 anni, che ha emesso dopo un fallito tentativo di sconfiggere i cinque draghi divini, che ha portato alla sua trasformazione in un drago. Come tale, è rimasto in vita per i 160 anni da quando ha fatto la sua richiesta, usando la magia per assumere il suo aspetto umano originale.

#### Athena
Athena (アテナ?, Atena) è una maga meccanica creata da Duke come arma contro i cinque draghi divini, diventando nota come l'Eredità Negativa (負の遺産?, Fu no Isan) del Mondo Magico per la distruzione che ha causato. È conosciuta a Ishgar come la Maga Bianca (白魔導士?, Shiro Madōshi), la fondatrice e figura di spicco del culto di magia bianca Rebellious, per il quale è considerata pericolosa quanto Zeref. La fondazione di Rebellious è stata un impatto involontario dei suoi viaggi per cercare di ottenere emozioni e vivere come un essere umano, un obiettivo che l'ha anche portata a unirsi temporaneamente a Gold Owl quando il falso Duke ha promesso di aiutarla a raggiungerlo per usare il suo potere per i propri scopi.

#### Zera
Zera (ゼーラ?, Zera) è la figlia del master Jeself della gilda Red Lizard, dove lavorava Mavis Vermillion come sguattera e situata sull'isola Tenro. Nonostante alcuni dissapori iniziali, le due stringono una forte amicizia. Nell'anno X686 Zera rimane uccisa nello scontro intrapreso dalla gilda rivale Blue Skull all'età di soli sei anni. Mavis, sopravvissuta al massacro, crea tuttavia inconsciamente un'illusione della propria amica, credendo da lì in avanti che anche lei fosse ancora viva. Sette anni dopo, la proiezione di Zera collabora con Mavis, Yuri, Warrod e Purehito al recupero della giada di Tenro, sottratta da Blue Skull. Malgrado una prima sconfitta, il gruppo riesce con successo ad intrappolare il master della gilda avversaria, dopo aver appreso la magia successivamente all'incontro con il mago oscuro Zeref. Al termine di una battaglia in cui Yuri rimane posseduto dalla giada, salvo poi venir salvato da Mavis, Yuri rivela a Mavis che Zera è sempre stata un'illusione magica. La proiezione magica della ragazza conferma la versione di Yuri e promette di rimanere sempre al fianco della sua amica per proteggerla. Durante l'invasione condotta dall'Impero Alvarez ad Ishgar, Zera riprende nuovamente vita sotto le sembianze di fantasma, dopo che Mavis esce dalla lacrima in cui era mantenuta in vita, e chiede aiuto a Gajil per salvare la sua amica in difficoltà. È doppiata da Kana Hanazawa.

#### Anna Heartphilia
Anna Heartphilia (アンナ·ハートフィリア?, Anna Hātofiria) era una maga degli spiriti stellari vissuta 400 anni prima dell'inizio della narrazione ed è un'antenata di Lucy e Layla. A detta di Aquarius, è stata la maga degli spiriti stellari più potente che sia mai esistita. Anna progettò un piano insieme a Zeref per inviare nel futuro cinque dragon slayer con all'interno i loro draghi custodi per sconfiggere Acnologia. Per far riuscire con successo l'operazione, la maga utilizzò il portale Eclissi, il quale tuttavia per funzionare richiede la sua apertura anche nel luogo di destinazione. Per questa ragione, Anna scrisse un diario dove riportò il suo piano e lo trasmise di generazione in generazione, permettendo così che la sua discendente quattrocento anni avanti nel futuro potesse aprire il portale. Essendo la maga destinata a portare avanti il piano, Layla aprì il portale permettendo ai bambini di viaggiare nel futuro È doppiata da Aya Endō.

#### Vari
- Bora (ボラ?, Bora) è un mago espulso dalla gilda Titan Nose (タイタンノーズ?, Taitan Nōzu) per cattiva condotta, per poi dedicarsi all'attività di trafficante di schiavi, posizionando la propria base strategica nel Paese di Bosco[179]. Presso la città di Harujion cerca di adescare Lucy Heartphilia spacciandosi per lo stregone Salamander di Fairy Tail, ma viene tuttavia sconfitto facilmente da Natsu[179]. È capace di utilizzare la magia del fuoco e di ipnotizzare le donne con lo Charm[179]. È doppiato da Yoshimitsu Shimoyama.
- Jason (ジェイソン?, Jeison) è un reporter della rivista Sorcerer, sempre euforico e in cerca di nuovi scoop sui migliori maghi delle gilde di Fiore. In occasione del Gran Palio della Magia è invitato come ospite e cronista degli scontri magici. Un anno dopo la sconfitta di Tartaros, assume Lucy Heartphilia come assistente reporter. È doppiato da Yūki Ono.
- Daphne (ダフネ?, Dafune) è un'antagonista esclusiva dell'anime, dalla personalità eccentrica e indossante un abito bianco da cowboy, capace di occultare luoghi limitati con la magia. In cerca di vendetta contro tutti coloro che ritengono che lei da piccola non abbia visto alcun drago, crea un drago artificiale Dragonoid e stringe un patto con Gray Fullbuster per attirare in trappola Natsu e Wendy e sfruttarli per alimentare la sua creazione, con la quale avrebbe poi cercato di distruggere Magnolia. Viene però tuttavia sconfitta dai maghi di Fairy Tail, riuniti per sconfiggere anche tutti i suoi Dragonoid minori. È doppiata da Yū Kobayashi.
- Twilight Ogre (黄昏の鬼?, Towairaito Ouga): è una gilda fondata a Magnolia durante i sette anni trascorsi dopo l'incidente avvenuto sull'isola Tenrō. In seguito alla scomparsa dei principali membri di Fairy Tail, è divenuta l'organizzazione magica principale della città e i suoi membri approfittano della debolezza dei membri rimasti di Fairy Tail per estorcere loro dei soldi. In seguito, vengono sconfitti dai membri più forti di Fairy Tail ritornati dall'isola Tenrō. I membri della gilda partecipano successivamente al Gran Palio della Magia, ma senza superare le eliminatorie. Il master della gilda, Banaboster (バナボスタ?, Banabosuta) è doppiato da Stefano Santerini (italiano), mentre l'altro membro più importante nella gilda, Thibault (ティーボ?, Tībo), è doppiato da Jun Konno.
- Chapati Lola (チャパティ·ローラ?, Chapati Rora) è il presentatore del Gran Palio della magia ed è un uomo dalla testa grande, quadrata e calva, sulla quale indossa un parrucchino sempre diverso ogni giorno. È doppiato da Anri Katsu.
- Dwarf Gear (土精霊の輪?, Dowāfu Gia): è una gilda apparsa durante il Gran Palio della Magia tenutosi nell'anno X792. La squadra rappresentante ha raggiunto i quarti di finale affrontando la gilda Dullahan Head perdendo. Secondo Jason, tale gilda è riuscita ad arrivare ai quarti di finale perché non hanno partecipato gilde potenti come quelle dell'anno precedente. L'unico membro apparso è Berrick (ベリック?, Berikku), capace di utilizzare la magia del fulmine.
- Dullahan Head (首無騎士の頭?, Durahan Heddo): è una gilda apparsa durante il Gran Palio della Magia nell'anno X792. La squadra rappresentante affronta in semifinale la gilda Dwarf Gear vincendo e in seguito si scontra con la squadra della gilda Skull Million in finale, perdendo la sfida. Secondo Jason, tale gilda è riuscita ad arrivare ai quarti di finale perché non hanno partecipato gilde potenti come quelle dell'anno precedente. L'unico membro apparso è il mago Chrisack (クリサーク?, Kurisāku), capace di utilizzare la magia del vento.
- Scarmiglione (毒鬼の牙?, Sukarumiriōne): è una gilda apparsa durante il Gran Palio della Magia nell'anno X792. Raggiunse la finale scontrandosi contro la gilda Dullahan Head vincendo i giochi. Secondo Jason, tale gilda è riuscita vincere perché non hanno partecipato gilde potenti come Lamia Scale, Blue Pegasus, Quattro Cerberus, Marmeid Heel e Sabertooth perché Fairy Tail è stata sciolta. Tuttavia tale gilda non è molto forte perché è stata sconfitta con facilità da Natsu.
- Red Lizard (赤い蜥蜴?, Reddo Rizado): era una gilda con base sull'Isola Tenro nell'anno X679. La gilda venne attaccata dalla gilda oscura Blue Skull venendo sconfitta e tutti i membri uccisi dalla gilda oscura. L'unico membro conosciuto della gilda è il suo master, Jeself (ジーゼルフ?, Jīzerufu), un uomo dalla personalità crudele, nonché padre di Zera, alla quale teneva più di ogni altra cosa al mondo, nonostante il proprio carattere difficile. Per un debito contratto dai genitori di Mavis con lui, la giovane futura fondatrice di Fairy Tail viene assunta da Jeself come sguattera della gilda, dimostrando con lei la sua vera personalità spietata. Morì durante un attacco portato avanti da Blue Skull; proprio durante tale battaglia, dimostra di saper utilizzare la magia del fuoco. È doppiato da Makoto Tamura.